# Segunda División de España 2020-21
 La Segunda División de España 2020-21 (LaLiga SmartBank por patrocinio) fue la 90.ª edición de la Segunda División de España de fútbol. El torneo lo organizó la Liga de Fútbol Profesional.
Esta temporada debuta en la competición la U. D. Logroñés.

## Sistema de competición
La Segunda División de España 2020-21 está organizada por la Liga Nacional de Fútbol Profesional (LFP).
Como en temporadas precedentes, consta de un grupo único integrado por 22 clubes de toda la geografía española. Siguiendo un sistema de liga, los 22 equipos se enfrentan todos contra todos en dos ocasiones —una en campo propio y otra en campo contrario— sumando un total de 42 jornadas. El orden de los encuentros se decide por sorteo antes de empezar la competición.
La clasificación final se establece con arreglo a los puntos obtenidos en cada enfrentamiento, a razón de tres por partido ganado, uno por empatado y ninguno en caso de derrota. Si al finalizar el campeonato dos equipos igualasen a puntos, los mecanismos para desempatar la clasificación son los siguientes:
1. El que tenga una mayor diferencia entre goles a favor y en contra en los enfrentamientos entre ambos.
2. Si persiste el empate, se tendrá en cuenta la diferencia de goles a favor y en contra en todos los encuentros del campeonato.

Si el empate a puntos se produce entre tres o más clubes, los sucesivos mecanismos de desempate son los siguientes:
1. La mejor puntuación de la que a cada uno corresponda a tenor de los resultados de los partidos jugados entre sí por los clubes implicados.
2. La mayor diferencia de goles a favor y en contra, considerando únicamente los partidos jugados entre sí por los clubes implicados.
3. La mayor diferencia de goles a favor y en contra teniendo en cuenta todos los encuentros del campeonato.
4. El mayor número de goles a favor teniendo en cuenta todos los encuentros del campeonato.
5. El club mejor clasificado con arreglo a los baremos de fair play.

### Efectos de la clasificación
El equipo que más puntos sume al final del campeonato será proclamado campeón de la Liga de Segunda División y obtendrá automáticamente el ascenso a Primera División para la próxima temporada, junto con el subcampeón. Los cuatro siguientes clasificados —sin considerar a los equipos filiales— disputarán un play-off por eliminación directa a doble partido —ida y vuelta— cuyo vencedor final obtendrá también el ascenso de categoría. Los tres últimos clasificados de Primera División sustituirán en Segunda a los tres ascendidos.
Por su parte, los cuatro últimos clasificados de Segunda División —puestos del 19.º al 22.º— descenderán a la Primera División RFEF, una nueva categoría que ubicará entre esta y la Segunda División RFEF. Desde Primera División RFEF ascenderán los cuatro ganadores de la promoción.

## Ascensos y descensos
Un total de 22 equipos disputan la liga, incluyendo quince equipos de la temporada anterior, cuatro ascendidos de Segunda B y tres descendidos de Primera División.
| Pos.  | Ascendidos a 1.ª División |
| ----- | ------------------------- |
| 1º    | S. D. Huesca              |
| 2º    | Cádiz C. F.               |
| Prom. | Elche C. F. (6º)          |

| Pos. | Descendidos de 1.ª División |
| ---- | --------------------------- |
| 18.º | C. D. Leganés               |
| 19.º | R. C. D Mallorca            |
| 20.º | R. C. D. Espanyol           |

| Pos. | Descendidos a 2.ª División B |
| ---- | ---------------------------- |
| 19.º | R. C. Deportivo de La Coruña |
| 20.º | C. D. Numancia               |
| 21.º | Extremadura U. D.            |
| 22.º | Racing de Santander          |

| Pos.      | Ascendidos de 2.ª División B |
| --------- | ---------------------------- |
| 1.º (II)  | U. D. Logroñés               |
| 1.º (IV)  | F. C. Cartagena              |
| 1.º (III) | C. D. Castellón              |
| 3.º (III) | C. E. Sabadell F. C.         |

## Equipos participantes

### Equipos por comunidad autónoma
| N.° | Comunidad autónoma   | Equipos                                                           |
| --- | -------------------- | ----------------------------------------------------------------- |
| 4   | Comunidad de Madrid  | A. D. Alcorcón, C. D. Leganés, C. F. Fuenlabrada y Rayo Vallecano |
| 3   | Cataluña             | R. C. D. Espanyol, Girona F. C. y C. E. Sabadell F. C.            |
| 2   | Andalucía            | U. D. Almería y Málaga C. F.                                      |
| 2   | Asturias             | Real Oviedo y Sporting de Gijón                                   |
| 2   | Canarias             | U. D. Las Palmas y C. D.Tenerife                                  |
| 2   | Castilla y León      | C. D. Mirandés y S. D. Ponferradina                               |
| 1   | Aragón               | Real Zaragoza                                                     |
| 1   | Castilla-La Mancha   | Albacete Balompié                                                 |
| 1   | Comunidad Valenciana | C. D. Castellón                                                   |
| 1   | Galicia              | C. D. Lugo                                                        |
| 1   | Islas Baleares       | R. C. D. Mallorca                                                 |
| 1   | La Rioja             | U. D. Logroñés                                                    |
| 1   | Región de Murcia     | F. C. Cartagena                                                   |

### Información de los equipos
| Equipo         | Ciudad                     | Entrenador              | Capitán           | Estadio                             | Aforo  | Proveedor | Patrocinador principal (en la equipación) | Otros patrocinadores (en la equipación)                                            | Límite salarial (en millones de €) |
| -------------- | -------------------------- | ----------------------- | ----------------- | ----------------------------------- | ------ | --------- | ----------------------------------------- | ---------------------------------------------------------------------------------- | ---------------------------------- |
| Albacete       | Albacete                   | Francisco Noguerol      | Álvaro Arroyo     | Carlos Belmonte                     | 18 000 | Hummel    | Extrual                                   |                                                                                    | 7,133                              |
| Alcorcón       | Alcorcón                   | Juan Antonio Anquela    | Laure             | Santo Domingo                       | 5100   | Kappa     | Kaizen Patrimonio                         | 3 patrocinadores Fire Consult Eneryeti drink William Hill                          | 5,284                              |
| Almería        | Almería                    | Rubi                    | Fernando Martínez | Estadio de los Juegos Mediterráneos | 15 274 | Puma      | Arabian Centres                           | 5 patrocinadores Costa de Almería Saudia La Caixa PDR - Palais Des Roses SIGNATURE | 27,582                             |
| Cartagena      | Cartagena                  | Luis Carrión            | Cordero           | Cartagonova                         | 15 105 | Adidas    | Talasur Group                             | Jimbee                                                                             | 5,228                              |
| Castellón      | Castellón de la Plana      | Sergi Escobar           | David Cubillas    | Estadio Municipal de Castalia       | 15 500 | Hummel    | Bravo Playa                               | 3 patrocinadores Azuliber Casva Seguridad Giuliani's                               | 5,014                              |
| Espanyol       | Barcelona                  | Vicente Moreno          | David López       | RCDE Stadium                        | 40 000 | Kelme     | Betway                                    | 2 patrocinadores Riviera Maya InnJoo                                               | 45,342                             |
| Fuenlabrada    | Fuenlabrada                | José Luis Oltra         | Juanma Marrero    | Fernando Torres                     | 4600   | Joma      | Avimosa                                   |                                                                                    | 5,668                              |
| Girona         | Gerona                     | Francisco Rodríguez     | Alex Granell      | Montilivi                           | 11 286 | Puma      |                                           | 2 patrocinadores Costa Brava Pirineu Factor Energia                                | 4,253                              |
| Las Palmas     | Las Palmas de Gran Canaria | Pepe Mel                | Aythami Artiles   | Gran Canaria                        | 32 400 | Hummel    | Gran Canaria                              | 5 patrocinadores Kalise IOC Islas Canarias DISA beCordial                          | 7,927                              |
| Leganés        | Leganés                    | Asier Garitano          | Unai Bustinza     | Butarque                            | 12 450 | Joma      | Betway                                    | 3 patrocinadores Ynsadiet KFC Vitaldent                                            | 26,704                             |
| Logroñés       | Logroño                    | Sergio Rodríguez        | Iñaki Sáenz       | Las Gaunas                          | 15 952 | Umbro     | Naturhouse                                | Energia del Ebro                                                                   | 4,546                              |
| Lugo           | Lugo                       | Rubén Albés             | Carlos Pita       | Anxo Carro                          | 8000   | Kappa     | Estrella Galicia 0,0                      | Abanca                                                                             | 5,357                              |
| Málaga         | Málaga                     | Sergio Pellicer         | Luis Muñoz        | La Rosaleda                         | 30 044 | Nike      | Tesesa                                    | Benahavís BeSoccer                                                                 | 3,671                              |
| Mallorca       | Palma de Mallorca          | Luis García Plaza       | Manolo Reina      | Son Moix                            | 23 142 | Umbro     | 2 patrocinadores Betfred Roc              | 2 patrocinadores Juaneda Ok Cars                                                   | 19,049                             |
| Mirandés       | Miranda de Ebro            | José Alberto López      | Gorka Kijera      | Anduva                              | 5759   | Adidas    | Miranda Empresas                          | Sernivel3                                                                          | 4,595                              |
| Oviedo         | Oviedo                     | José Ángel Ziganda      | Sergio Tejera     | NMR Carlos Tartiere                 | 30 500 | Adidas    | Natural Mining Resources (NMR)            | 3 patrocinadores Tartiere Auto Integra Energía William Hill                        | 9,060                              |
| Ponferradina   | Ponferrada                 | Jon Pérez Bolo          | Yuri de Souza     | El Toralín                          | 8400   | Adidas    | Herrero Brigantina                        | Grupo Valcarce                                                                     | 4,430                              |
| Rayo Vallecano | Madrid                     | Andoni Iraola           | Alberto García    | Campo de Vallecas                   | 14 790 | Umbro     | DIGI                                      | William Hill                                                                       | 16,412                             |
| Sabadell       | Sabadell                   | Antonio Hidalgo Morilla | Édgar Hernández   | Nova Creu Alta                      | 11 981 | Hummel    | Moventia                                  |                                                                                    | 4,868                              |
| Sporting       | Gijón                      | David Gallego           | Carlos Carmona    | El Molinón                          | 30 000 | Nike      | Integra Energía                           | 2 patrocinadores Alimerka William Hill                                             | 5,708                              |
| Tenerife       | Santa Cruz de Tenerife     | Luis Miguel Ramis       | Suso Santana      | Heliodoro Rodríguez López           | 22 948 | Hummel    | Egatesa                                   | Air Europa                                                                         | 10,823                             |
| Zaragoza       | Zaragoza                   | Juan Ignacio Martínez   | Alberto Zapater   | La Romareda                         | 33 608 | Adidas    | Caravan Fragancias                        | Ámbar 0,0                                                                          | 8,850                              |

Notas
1. ↑  Fundado en Barcelona, actualmente con sede social en Cornellá

### Cambios de entrenadores
| Equipo            | Entrenador (jornadas)                                                                              |
| ----------------- | -------------------------------------------------------------------------------------------------- |
| C. D. Lugo        | Juanfran García (1-5) Mehdi Nafti (6-27) Luis César Sampedro (28-35) Rubén Albés (36-42)           |
| Albacete Balompié | Lucas Alcaraz (1-5) Aritz López Garai (6-17) Alejandro Menéndez (18-37) Francisco Noguerol (38-42) |
| A. D. Alcorcón    | Mere Hermoso (1-11) Juan Antonio Anquela (12-42)                                                   |
| Real Zaragoza     | Rubén Baraja (1-11) Iván Martínez (12-18) Juan Ignacio Martínez (19-42)                            |
| C. D. Tenerife    | Fran Fernández (1-13) Luis Miguel Ramis (14-42)                                                    |
| F. C. Cartagena   | Borja Jiménez Sáez (1-18) Pepe Aguilar (19-21) Luis Carrión (22-42)                                |
| C. D. Castellón   | Óscar Cano (1-21) Juan Carlos Garrido (22-40) Sergi Escobar (41-42)                                |
| C. D. Leganés     | José Luis Martí (1-22) Asier Garitano (23-42)                                                      |
| C. F. Fuenlabrada | José Ramón Sandoval (1-23) José Luis Oltra (24-42)                                                 |
| U. D. Almería     | José Gomes (1-36) Rubi (37-42)                                                                     |

## Justicia deportiva
Los árbitros de cada partido serán designados por una comisión creada para tal objetivo e integrada por representantes de la LFP y la RFEF. En la temporada 2020/21, los colegiados de la categoría son los siguientes (se muestra entre paréntesis su antigüedad en la categoría):
- Saúl Ais Reig (6)
- Dámaso Arcediano Monescillo (10)
- Rubén Ávalos Barrera (3)
- Oliver de la Fuente Ramos (7)
- Iosu Galech Apezteguía (2)
- David Gálvez Rascón (1) - debutante
- Jon Ander González Esteban (2)
- Aitor Gorostegui Fernández-Ortega (5)
- Francisco José Hernández Maeso (1) - debutante
- Javier Iglesias Villanueva (3)
- José Antonio López Toca (4)
- Luis Mario Milla Alvendiz (9)
- Álvaro Moreno Aragón (9)
- Alejandro Muñiz Ruiz (2)
- Daniel Ocón Arráiz (10)
- Miguel Ángel Ortiz Arias (2)
- Eduardo Prieto Iglesias (6)
- Juan Luis Pulido Santana (5)
- Gorka Sagués Oscoz (9)
- Rafael Sánchez López (1) - debutante
- Daniel Jesús Trujillo Suárez (10)
- Iñaki Vicandi Garrido (7)

## Clasificación
| Pos. | Equipo                   | Pts. | PJ | G  | E  | P  | GF | GC | Dif. | Notas                         |
| ---- | ------------------------ | ---- | -- | -- | -- | -- | -- | -- | ---- | ----------------------------- |
| 1    | R. C. D. Espanyol (C, A) | 82   | 42 | 24 | 10 | 8  | 71 | 28 | +43  | Ascenso a Primera División    |
| 2    | R. C. D. Mallorca (A)    | 82   | 42 | 24 | 10 | 8  | 54 | 28 | +26  | Ascenso a Primera División    |
| 3    | C. D. Leganés            | 73   | 42 | 21 | 10 | 11 | 51 | 32 | +19  | Acceso a Play-offs de ascenso |
| 4    | U. D. Almería            | 73   | 42 | 21 | 10 | 11 | 61 | 40 | +21  | Acceso a Play-offs de ascenso |
| 5    | Girona F. C.             | 71   | 42 | 20 | 11 | 11 | 47 | 36 | +11  | Acceso a Play-offs de ascenso |
| 6    | Rayo Vallecano (A)       | 67   | 42 | 19 | 10 | 13 | 52 | 40 | +12  | Acceso a Play-offs de ascenso |
| 7    | Sporting de Gijón        | 65   | 42 | 17 | 14 | 11 | 37 | 28 | +9   |                               |
| 8    | S. D. Ponferradina       | 57   | 42 | 15 | 12 | 15 | 45 | 50 | −5   |                               |
| 9    | U. D. Las Palmas         | 56   | 42 | 14 | 14 | 14 | 46 | 53 | −7   |                               |
| 10   | C. D. Mirandés           | 54   | 42 | 14 | 12 | 16 | 38 | 41 | −3   |                               |
| 11   | C. F. Fuenlabrada        | 54   | 42 | 12 | 18 | 12 | 45 | 50 | −5   |                               |
| 12   | Málaga C. F.             | 53   | 42 | 14 | 11 | 17 | 37 | 47 | −10  |                               |
| 13   | Real Oviedo              | 52   | 42 | 11 | 19 | 12 | 45 | 46 | −1   |                               |
| 14   | C. D. Tenerife           | 52   | 42 | 13 | 13 | 16 | 36 | 36 | 0    |                               |
| 15   | Real Zaragoza            | 50   | 42 | 13 | 11 | 18 | 37 | 43 | −6   |                               |
| 16   | F. C. Cartagena          | 49   | 42 | 12 | 13 | 17 | 44 | 52 | −8   |                               |
| 17   | A. D. Alcorcón           | 48   | 42 | 13 | 9  | 20 | 32 | 42 | −10  |                               |
| 18   | C. D. Lugo               | 47   | 42 | 11 | 14 | 17 | 38 | 53 | −15  |                               |
| 19   | C. E. Sabadell F. C. (D) | 46   | 42 | 11 | 13 | 18 | 40 | 48 | −8   | Descenso de categoría         |
| 20   | U. D. Logroñés (D)       | 44   | 42 | 11 | 11 | 20 | 28 | 53 | −25  | Descenso de categoría         |
| 21   | C. D. Castellón (D)      | 41   | 42 | 11 | 8  | 23 | 35 | 54 | −19  | Descenso de categoría         |
| 22   | Albacete Balompié (D)    | 38   | 42 | 9  | 11 | 22 | 30 | 53 | −23  | Descenso de categoría         |

 Fuente: Soccerway
Criterios de clasificación: Puntos · Enfrentamientos directos · Diferencia de goles · Goles a favor · Puntos fair-play · Play-off.

### Evolución de la clasificación
| Jornada / Equipo | 1   | 2   | 3   | 4   | 5   | 6   | 7   | 8   | 9   | 10  | 11  | 12  | 13  | 14  | 15  | 16  | 17 | 18 | 19 | 20 | 21 | 22 | 23 | 24 | 25 | 26 | 27 | 28 | 29 | 30 | 31  | 32  | 33  | 34  | 35  | 36 | 37 | 38 | 39 | 40 | 41 | 42 |
| Jornada / Equipo |     |     |     |     |     |     |     |     |     |     |     |     |     |     |     |     |    |    |    |    |    |    |    |    |    |    |    |    |    |    |     |     |     |     |     |    |    |    |    |    |    |    |
| ---------------- | --- | --- | --- | --- | --- | --- | --- | --- | --- | --- | --- | --- | --- | --- | --- | --- | -- | -- | -- | -- | -- | -- | -- | -- | -- | -- | -- | -- | -- | -- | --- | --- | --- | --- | --- | -- | -- | -- | -- | -- | -- | -- |
| Espanyol         | 1   | 3   | 2   | 2   | 1   | 1   | 1   | 1   | 1   | 1   | 1   | 1   | 1   | 3   | 2   | 2   | 2  | 2  | 1  | 1  | 1  | 1  | 2  | 2  | 2  | 2  | 2  | 3  | 3  | 2  | 1   | 1   | 1   | 1   | 1   | 1  | 1  | 1  | 1  | 1  | 1  | 1  |
| Mallorca         | 19  | 16  | 11  | 7   | 4   | 5   | 8   | 3   | 3   | 3   | 2   | 2   | 2   | 1   | 1   | 1   | 1  | 1  | 2  | 2  | 2  | 2  | 1  | 1  | 1  | 1  | 1  | 1  | 1  | 1  | 2   | 2   | 2   | 2   | 2   | 2  | 2  | 2  | 2  | 2  | 2  | 2  |
| Leganés          | 5   | 8   | 5   | 8   | 12  | 10  | 9   | 4   | 5   | 4   | 4   | 4   | 3   | 2   | 4   | 3   | 4  | 4  | 4  | 5  | 6* | 6* | 5* | 6* | 4  | 4  | 4  | 4  | 4  | 4  | 4   | 5   | 4   | 4   | 4   | 4  | 4  | 4  | 4  | 3  | 3  | 3  |
| Almería          | 12* | 17* | 12* | 14* | 18* | 21* | 21* | 18* | 14* | 14* | 5*  | 5*  | 5*  | 5*  | 3*  | 4*  | 3  | 3  | 3  | 3  | 3* | 3* | 3* | 3* | 3  | 3  | 3  | 2  | 2  | 3  | 3   | 3   | 3   | 3   | 3   | 3  | 3  | 3  | 3  | 4  | 4  | 4  |
| Girona           | 13* | 18* | 21* | 22* | 19* | 15* | 17* | 13* | 13* | 12* | 12* | 16* | 12* | 14* | 15* | 14* | 7  | 7  | 8  | 8  | 8  | 8  | 8  | 9  | 9  | 8  | 9  | 9  | 11 | 8  | 8   | 8   | 7   | 7   | 7   | 7  | 6  | 6  | 5  | 5  | 5  | 5  |
| Rayo             | 6   | 1   | 7   | 5   | 6   | 4   | 3   | 6   | 4   | 5   | 8   | 9   | 6   | 6   | 6   | 8   | 6  | 6  | 6  | 4  | 4  | 4  | 4  | 5  | 6  | 6  | 6  | 6  | 6  | 6  | 6*  | 6*  | 6*  | 6*  | 6   | 6  | 7  | 7  | 7  | 7  | 6  | 6  |
| Sporting         | 7   | 2   | 1   | 1   | 2   | 2   | 4   | 2   | 2   | 2   | 3   | 3   | 4   | 4   | 5   | 5   | 5  | 5  | 5  | 6  | 5  | 5  | 6  | 4  | 5  | 5  | 5  | 5  | 5  | 5  | 5   | 4   | 5   | 5   | 5   | 5  | 5  | 5  | 6  | 6  | 7  | 7  |
| Ponferradina     | 16  | 6   | 4   | 4   | 5   | 7*  | 6*  | 9*  | 12* | 13* | 13  | 14  | 11  | 12  | 10  | 6   | 8  | 9  | 7  | 7  | 7  | 7  | 7  | 7  | 8  | 7  | 7  | 7  | 7  | 7  | 7   | 7   | 8   | 8   | 8   | 8  | 8  | 8  | 8  | 8  | 8  | 8  |
| Las Palmas       | 17  | 14  | 15  | 11  | 11  | 8   | 7   | 10  | 9   | 11  | 15  | 11  | 15  | 15  | 13  | 13  | 15 | 14 | 15 | 15 | 9  | 9  | 10 | 11 | 13 | 10 | 13 | 14 | 12 | 13 | 13  | 9   | 11  | 10  | 11  | 13 | 12 | 10 | 13 | 14 | 10 | 9  |
| Mirandés         | 10  | 12  | 8   | 12  | 8   | 9   | 11  | 12  | 8   | 10  | 9   | 13  | 8   | 8   | 7   | 9   | 10 | 8  | 9  | 9  | 13 | 11 | 9  | 8  | 7  | 9  | 8  | 8  | 8  | 9  | 12* | 13* | 10* | 11* | 10* | 9  | 10 | 9  | 9  | 9  | 9  | 10 |
| Fuenlabrada      | 3   | 4   | 3   | 3   | 3   | 3   | 2   | 7   | 7   | 8   | 6   | 7   | 9   | 10  | 8   | 10  | 11 | 13 | 10 | 10 | 14 | 13 | 13 | 13 | 10 | 11 | 12 | 12 | 14 | 12 | 9   | 10  | 12  | 13  | 13  | 12 | 9  | 12 | 12 | 13 | 13 | 11 |
| Málaga           | 21  | 11  | 6   | 9   | 10  | 6   | 5   | 5   | 6   | 9   | 7   | 8   | 13  | 9   | 11  | 7   | 9  | 12 | 12 | 12 | 11 | 15 | 12 | 12 | 15 | 12 | 14 | 10 | 9  | 10 | 10  | 11  | 9   | 9   | 9   | 10 | 11 | 11 | 14 | 15 | 15 | 12 |
| Oviedo           | 11  | 13  | 16  | 15  | 13  | 16  | 15  | 19  | 20  | 16  | 16  | 12  | 14  | 13  | 14  | 15  | 14 | 11 | 13 | 14 | 12 | 12 | 15 | 16 | 14 | 15 | 11 | 11 | 13 | 14 | 14  | 14  | 14  | 15  | 14  | 14 | 14 | 13 | 10 | 12 | 12 | 13 |
| Tenerife         | 2   | 9   | 13  | 16  | 14  | 14  | 16  | 17  | 16  | 17  | 17  | 17  | 17  | 17  | 17  | 17  | 17 | 19 | 16 | 16 | 16 | 16 | 16 | 14 | 11 | 14 | 10 | 13 | 10 | 11 | 11  | 12* | 13* | 12* | 12* | 11 | 13 | 14 | 11 | 11 | 11 | 14 |
| Zaragoza         | 14* | 19* | 17* | 18* | 15* | 13* | 14* | 14* | 17* | 18* | 18* | 19* | 19* | 19* | 20* | 22* | 21 | 21 | 21 | 21 | 17 | 20 | 18 | 17 | 17 | 17 | 18 | 17 | 17 | 16 | 16  | 16  | 15  | 14  | 15  | 15 | 15 | 15 | 15 | 10 | 14 | 15 |
| Cartagena        | 9   | 15  | 19  | 13  | 9   | 12  | 10  | 8   | 11  | 7   | 11  | 15  | 16  | 16  | 16  | 16  | 16 | 16 | 17 | 17 | 19 | 21 | 21 | 19 | 19 | 20 | 17 | 19 | 20 | 20 | 21  | 21  | 19  | 19  | 19  | 18 | 20 | 16 | 16 | 16 | 16 | 16 |
| Alcorcón         | 8   | 5   | 9   | 10  | 16  | 19* | 20* | 21* | 21* | 22* | 22* | 22* | 22* | 22* | 18* | 19* | 18 | 20 | 19 | 20 | 21 | 22 | 22 | 22 | 21 | 19 | 20 | 18 | 18 | 19 | 19  | 20  | 21  | 20  | 18  | 19 | 16 | 17 | 17 | 17 | 17 | 17 |
| Lugo             | 20  | 10  | 14  | 17  | 20  | 17  | 12  | 11  | 10  | 6   | 10  | 6   | 10  | 11  | 12  | 12  | 12 | 10 | 11 | 11 | 10 | 10 | 11 | 10 | 12 | 13 | 15 | 15 | 15 | 15 | 15  | 15  | 17  | 17  | 20  | 21 | 21 | 21 | 21 | 19 | 18 | 18 |
| Sabadell         | 15* | 20* | 20* | 21* | 22* | 22* | 22* | 22* | 22* | 21* | 21* | 21* | 20* | 20* | 21* | 20* | 20 | 18 | 20 | 18 | 18 | 18 | 19 | 18 | 18 | 18 | 19 | 20 | 21 | 22 | 18  | 19  | 20  | 21  | 21  | 20 | 19 | 20 | 20 | 21 | 20 | 19 |
| Logroñés         | 18  | 21* | 18* | 19* | 17* | 18* | 18* | 20* | 18* | 15* | 14* | 10* | 7*  | 7*  | 9*  | 11* | 13 | 15 | 14 | 12 | 15 | 14 | 14 | 15 | 14 | 16 | 16 | 16 | 16 | 17 | 17  | 18  | 18  | 16  | 16  | 17 | 17 | 19 | 19 | 18 | 19 | 20 |
| Castellón        | 4   | 7   | 10  | 6   | 7   | 11  | 13  | 15  | 19  | 20  | 20  | 18  | 18  | 18  | 19  | 18  | 19 | 17 | 18 | 19 | 20 | 17 | 20 | 21 | 22 | 22 | 21 | 21 | 19 | 18 | 20  | 17  | 16  | 18  | 17  | 16 | 18 | 18 | 18 | 20 | 21 | 21 |
| Albacete         | 22  | 22  | 22  | 20  | 21  | 20  | 19  | 16  | 15  | 19  | 19  | 20  | 21  | 21  | 22  | 21  | 22 | 22 | 22 | 22 | 22 | 19 | 17 | 20 | 20 | 21 | 22 | 22 | 22 | 21 | 22  | 22  | 22  | 22  | 22  | 22 | 22 | 22 | 22 | 22 | 22 | 22 |

(*) Con partido(s) pendiente(s).

## Resultados
| S. D. Ponferradina   | 1 – 2 | C. D. Castellón   | El Toralín                | 12 de septiembre | 16:00 | 0 | Gálvez Rascón        | 0  | 0 |
| C. D. Leganés        | 1 – 0 | U. D. Las Palmas  | Butarque                  | 12 de septiembre | 18:15 | 0 | López Toca           | 6  | 0 |
| Sporting de Gijón    | 1 – 0 | U. D. Logroñés    | El Molinón                | 12 de septiembre | 18:15 | 0 | Gorostegui Fernández | 2  | 0 |
| R. C. D. Espanyol    | 3 – 0 | Albacete Balompié | RCDE Stadium              | 12 de septiembre | 21:00 | 0 | Aís Reig             | 2  | 0 |
| Real Oviedo          | 0 – 0 | F. C. Cartagena   | Carlos Tartiere           | 13 de septiembre | 12:00 | 0 | Iglesias Villanueva  | 6  | 0 |
| R. C. D. Mallorca    | 0 – 1 | Rayo Vallecano    | Visit Mallorca Estadi     | 13 de septiembre | 16:00 | 0 | Milla Alvéndiz       | 5  | 0 |
| C. F. Fuenlabrada    | 2 – 0 | C. D. Lugo        | Fernando Torres           | 13 de septiembre | 18:15 | 0 | Pulido Santana       | 4  | 0 |
| C. D. Mirandés       | 0 – 0 | A. D. Alcorcón    | Anduva                    | 13 de septiembre | 18:15 | 0 | González Esteban     | 4  | 0 |
| C. D. Tenerife       | 2 – 0 | Málaga C. F.      | Heliodoro Rodríguez López | 13 de septiembre | 21:00 | 0 | Prieto Iglesias      | 5  | 0 |
| Real Zaragoza        | 2 – 2 | Girona F. C.      | La Romareda               | 4 de noviembre   | 19:00 | 0 | Hernández Maeso      | 3  | 0 |
| C. E. Sabadell F. C. | 1 – 2 | U. D. Almería     | Nova Creu Alta            | 5 de noviembre   | 19:00 | 0 | Galech Apezteguía    | 12 | 1 |

| C. D. Mirandés    | 1 – 1 | Real Oviedo          | Anduva                              | 19 de septiembre | 16:00 | 0 | Vicandi Garrido      | 6  | 0 |
| A. D. Alcorcón    | 2 – 0 | C. D. Tenerife       | Santo Domingo                       | 19 de septiembre | 18:15 | 0 | De la Fuente Ramos   | 3  | 0 |
| C. D. Castellón   | 0 – 1 | Málaga C. F.         | Nuevo Castalia                      | 19 de septiembre | 18:15 | 0 | Sánchez López        | 10 | 0 |
| Rayo Vallecano    | 2 – 1 | C. E. Sabadell F. C. | Vallecas                            | 19 de septiembre | 21:00 | 0 | Trujillo Suárez      | 4  | 0 |
| C. D. Lugo        | 2 – 1 | C. D. Leganés        | Anxo Carro                          | 20 de septiembre | 12:00 | 0 | Ocón Arráiz          | 5  | 0 |
| R. C. D. Espanyol | 0 – 0 | R. C. D. Mallorca    | RCDE Stadium                        | 20 de septiembre | 16:00 | 0 | Arcediano Monescillo | 5  | 1 |
| Albacete Balompié | 0 – 2 | S. D. Ponferradina   | Carlos Belmonte                     | 20 de septiembre | 18:15 | 0 | Hernández Maeso      | 6  | 1 |
| F. C. Cartagena   | 0 – 1 | Sporting de Gijón    | Cartagonova                         | 20 de septiembre | 18:15 | 0 | Ortiz Arias          | 4  | 1 |
| U. D. Las Palmas  | 3 – 3 | C. F. Fuenlabrada    | Gran Canaria                        | 20 de septiembre | 20:30 | 0 | Ávalos Barrera       | 9  | 0 |
| U. D. Almería     | 1 – 0 | Real Zaragoza        | Estadio de los Juegos Mediterráneos | 9 de diciembre   | 19:00 | 0 | Gorostegui Fernández | 6  | 0 |
| Girona F. C.      | 2 – 0 | U. D. Logroñés       | Montilivi                           | 10 de diciembre  | 19:00 | 0 | Arcediano Monescillo | 4  | 0 |

| Real Zaragoza      | 2 – 2 | U. D. Las Palmas     | La Romareda               | 26 de septiembre | 16:00 | 0 | Iglesias Villanueva         | 9 | 0 |
| Sporting de Gijón  | 2 – 0 | Girona F. C.         | El Molinón                | 26 de septiembre | 18:15 | 0 | Muñiz Ruiz                  | 4 | 2 |
| Málaga C. F.       | 1 – 0 | A. D. Alcorcón       | La Rosaleda               | 26 de septiembre | 18:15 | 0 | Pulido Santana              | 3 | 0 |
| U. D. Logroñés     | 1 – 1 | C. D. Castellón      | Las Gaunas                | 26 de septiembre | 18:15 | 0 | Galech Apezteguía           | 3 | 0 |
| C. F. Fuenlabrada  | 1 – 0 | Albacete Balompié    | Fernando Torres           | 26 de septiembre | 20:30 | 0 | Milla Alvendiz              | 5 | 0 |
| C. D. Lugo         | 0 – 2 | U. D. Almería        | Anxo Carro                | 27 de septiembre | 12:00 | 0 | Gorostegui Fernández-Ortega | 4 | 0 |
| R. C. D. Mallorca  | 1 – 0 | C. E. Sabadell F. C. | Son Moix                  | 27 de septiembre | 16:00 | 0 | Moreno Aragón               | 5 | 0 |
| S. D. Ponferradina | 3 – 0 | Rayo Vallecano       | El Toralín                | 27 de septiembre | 18:15 | 0 | Prieto Iglesias             | 4 | 0 |
| Real Oviedo        | 0 – 2 | R. C. D. Espanyol    | Carlos Tartiere           | 27 de septiembre | 18:15 | 0 | Sagués Oscoz                | 2 | 0 |
| C. D. Tenerife     | 1 – 2 | C. D. Mirandés       | Heliodoro Rodríguez López | 27 de septiembre | 18:15 | 0 | Gálvez Rascón               | 4 | 1 |
| C. D. Leganés      | 3 – 1 | F. C. Cartagena      | Butarque                  | 27 de septiembre | 20:30 | 0 | Ais Reig                    | 6 | 0 |

| A. D. Alcorcón       | 0 – 3 | Real Zaragoza      | Santo Domingo                       | 3 de octubre | 16:00 | 0 | Trujillo Suárez      | 2  | 1 |
| C. D. Mirandés       | 0 – 1 | S. D. Ponferradina | Anduva                              | 3 de octubre | 16:00 | 0 | Ocón Arráiz          | 5  | 0 |
| Albacete Balompié    | 1 – 1 | Real Oviedo        | Carlos Belmonte                     | 3 de octubre | 18:15 | 0 | Sánchez López        | 10 | 1 |
| R. C. D. Mallorca    | 2 – 0 | C. D. Tenerife     | Son Moix                            | 3 de octubre | 18:15 | 0 | López Toca           | 3  | 0 |
| U. D. Las Palmas     | 2 – 1 | U. D. Logroñés     | Gran Canaria                        | 3 de octubre | 20:30 | 0 | González Esteban     | 5  | 0 |
| Rayo Vallecano       | 4 – 0 | Málaga C. F.       | Vallecas                            | 3 de octubre | 21:00 | 0 | Arcediano Monescillo | 2  | 0 |
| Girona F. C.         | 0 – 1 | C. F. Fuenlabrada  | Montilivi                           | 4 de octubre | 12:00 | 0 | De la Fuente Ramos   | 8  | 0 |
| C. E. Sabadell F. C. | 0 – 1 | R. C. D. Espanyol  | Nova Creu Alta                      | 4 de octubre | 16:00 | 0 | Ortiz Arias          | 3  | 0 |
| U. D. Almería        | 0 – 1 | Sporting de Gijón  | Estadio de los Juegos Mediterráneos | 4 de octubre | 18:15 | 0 | Ávalos Barrera       | 6  | 0 |
| C. D. Castellón      | 2 – 0 | C. D. Leganés      | Nuevo Castalia                      | 4 de octubre | 18:15 | 0 | Vicandi Garrido      | 3  | 0 |
| F. C. Cartagena      | 2 – 1 | C. D. Lugo         | Cartagonova                         | 4 de octubre | 20:30 | 0 | Hernández Maeso      | 8  | 0 |

| C. E. Sabadell F. C. | 0 – 2 | C. D. Mirandés    | Nova Creu Alta            | 10 de octubre | 13:00 | 0 | Galech Apezteguía           | 2  | 0 |
| R. C. D. Espanyol    | 1 – 0 | A. D. Alcorcón    | RCDE Stadium              | 10 de octubre | 16:00 | 0 | Prieto Iglesias             | 2  | 0 |
| U. D. Logroñés       | 1 – 0 | U. D. Almería     | Las Gaunas                | 10 de octubre | 16:00 | 0 | De la Fuente Ramos          | 3  | 0 |
| C. D. Tenerife       | 1 – 0 | Rayo Vallecano    | Heliodoro Rodríguez López | 10 de octubre | 18:30 | 0 | Iglesias Villanueva         | 3  | 0 |
| C. F. Fuenlabrada    | 1 – 1 | C. D. Castellón   | Fernando Torres           | 11 de octubre | 12:00 | 0 | Gorostegui Fernández-Ortega | 5  | 1 |
| C. D. Lugo           | 0 – 1 | R. C. D. Mallorca | Anxo Carro                | 11 de octubre | 12:00 | 0 | Gálvez Rascón               | 9  | 0 |
| C. D. Leganés        | 0 – 1 | Girona F. C.      | Butarque                  | 11 de octubre | 16:00 | 0 | Pulido Santana              | 10 | 0 |
| Málaga C. F.         | 0 – 0 | U. D. Las Palmas  | La Rosaleda               | 11 de octubre | 16:00 | 0 | Ais Reig                    | 5  | 1 |
| Real Zaragoza        | 1 – 0 | Albacete Balompié | La Romareda               | 11 de octubre | 18:00 | 0 | Muñiz Ruiz                  | 5  | 0 |
| S. D. Ponferradina   | 0 – 2 | F. C. Cartagena   | El Toralín                | 11 de octubre | 18:30 | 0 | Moreno Aragón               | 7  | 0 |
| Real Oviedo          | 1 – 0 | Sporting de Gijón | Carlos Tartiere           | 11 de octubre | 21:00 | 0 | Milla Alvendiz              | 5  | 0 |

| Albacete Balompié | 3 – 0 | C. E. Sabadell F. C. | Carlos Belmonte | 17 de octubre  | 16:00 | 0 | Ais Reig             | 2  | 0 |
| F. C. Cartagena   | 1 – 1 | C. F. Fuenlabrada    | Cartagonova     | 17 de octubre  | 18:15 | 0 | Ocón Arráiz          | 8  | 0 |
| U. D. Las Palmas  | 2 – 0 | U. D. Almería        | Gran Canaria    | 17 de octubre  | 18:15 | 0 | Vicandi Garrido      | 6  | 0 |
| U. D. Logroñés    | 0 – 1 | C. D. Leganés        | Las Gaunas      | 17 de octubre  | 20:30 | 0 | Iglesias Villanueva  | 4  | 0 |
| C. D. Castellón   | 0 – 1 | C. D. Lugo           | Nuevo Castalia  | 17 de octubre  | 20:30 | 0 | Ávalos Barrera       | 5  | 0 |
| Rayo Vallecano    | 1 – 0 | R. C. D. Espanyol    | Vallecas        | 18 de octubre  | 16:00 | 0 | López Toca           | 10 | 0 |
| C. D. Mirandés    | 0 – 0 | R. C. D. Mallorca    | Anduva          | 18 de octubre  | 18:15 | 0 | Sánchez López        | 7  | 0 |
| Real Zaragoza     | 1 – 2 | Málaga C. F.         | La Romareda     | 18 de octubre  | 18:15 | 0 | Ortiz Arias          | 3  | 0 |
| Girona F. C.      | 1 – 0 | Real Oviedo          | Montilivi       | 18 de octubre  | 20:30 | 0 | Trujillo Suárez      | 3  | 0 |
| Sporting de Gijón | 1 – 1 | C. D. Tenerife       | El Molinón      | 18 de octubre  | 21:00 | 0 | Arcediano Monescillo | 4  | 0 |
| A. D. Alcorcón    | 0 – 1 | S. D. Ponferradina   | Santo Domingo   | 5 de noviembre | 19:00 | 0 | González Esteban     | 4  | 0 |

| R. C. D. Espanyol    | 2 – 0 | C. D. Mirandés    | RCDE Stadium                        | 21 de octubre  | 16:30 | 0 | Moreno Aragón               | 1  | 0 |
| U. D. Las Palmas     | 2 – 1 | C. D. Castellón   | Gran Canaria                        | 21 de octubre  | 19:00 | 0 | De la Fuente Ramos          | 3  | 0 |
| C. D. Lugo           | 3 – 0 | Girona F. C.      | Anxo Carro                          | 21 de octubre  | 19:00 | 0 | Galech Apezteguía           | 6  | 0 |
| S. D. Ponferradina   | 1 – 0 | C. D. Tenerife    | El Toralín                          | 21 de octubre  | 19:00 | 0 | Gorostegui Fernández-Ortega | 11 | 1 |
| U. D. Almería        | 1 – 1 | F. C. Cartagena   | Estadio de los Juegos Mediterráneos | 21 de octubre  | 21:30 | 0 | Gálvez Rascón               | 4  | 0 |
| C. F. Fuenlabrada    | 0 – 0 | U. D. Logroñés    | Fernando Torres                     | 21 de octubre  | 21:30 | 0 | Iglesias Villanueva         | 8  | 0 |
| C. D. Leganés        | 1 – 0 | Real Zaragoza     | Butarque                            | 22 de octubre  | 16:30 | 0 | Milla Alvendiz              | 4  | 0 |
| R. C. D. Mallorca    | 0 – 0 | Albacete Balompié | Son Moix                            | 22 de octubre  | 19:00 | 0 | Pulido Santana              | 5  | 0 |
| Real Oviedo          | 0 – 0 | Rayo Vallecano    | Carlos Tartiere                     | 22 de octubre  | 19:00 | 0 | Muñiz Ruiz                  | 7  | 0 |
| Málaga C. F.         | 1 – 0 | Sporting de Gijón | La Rosaleda                         | 22 de octubre  | 21:30 | 0 | Prieto Iglesias             | 3  | 0 |
| C. E. Sabadell F. C. | 1 – 1 | A. D. Alcorcón    | Nova Creu Alta                      | 9 de diciembre | 19:00 | 0 | Sagués Oscoz                | 6  | 0 |

| F. C. Cartagena   | 3 – 0 | U. D. Las Palmas     | Cartagonova                         | 24 de octubre | 18:15 | 0 | Ávalos Barrera       | 8 | 0 |
| U. D. Logroñés    | 2 – 3 | C. D. Lugo           | Las Gaunas                          | 24 de octubre | 18:15 | 0 | Sánchez López        | 4 | 0 |
| U. D. Almería     | 3 – 0 | C. F. Fuenlabrada    | Estadio de los Juegos Mediterráneos | 24 de octubre | 20:30 | 0 | Ais Reig             | 6 | 0 |
| C. D. Castellón   | 0 – 1 | Girona F. C.         | Nuevo Castalia                      | 24 de octubre | 20:30 | 0 | Ortiz Arias          | 5 | 0 |
| Sporting de Gijón | 2 – 1 | S. D. Ponferradina   | El Molinón                          | 25 de octubre | 16:00 | 0 | López Toca           | 5 | 0 |
| C. D. Leganés     | 2 – 1 | Real Oviedo          | Butarque                            | 25 de octubre | 18:15 | 0 | Arcediano Monescillo | 2 | 0 |
| C. D. Tenerife    | 0 – 0 | R. C. D. Espanyol    | Heliodoro Rodríguez López           | 25 de octubre | 18:15 | 0 | González Esteban     | 3 | 0 |
| Albacete Balompié | 2 – 1 | Rayo Vallecano       | Carlos Belmonte                     | 25 de octubre | 20:30 | 0 | Trujillo Suárez      | 3 | 0 |
| Málaga C. F.      | 1 – 1 | C. D. Mirandés       | La Rosaleda                         | 25 de octubre | 20:30 | 0 | Vicandi Garrido      | 2 | 0 |
| Real Zaragoza     | 0 – 0 | C. E. Sabadell F. C. | La Romareda                         | 25 de octubre | 21:00 | 0 | Moreno Aragón        | 5 | 0 |
| A. D. Alcorcón    | 0 - 2 | R. C. D. Mallorca    | Santo Domingo                       | 26 de octubre | 18:00 | 0 | Ocón Arráiz          | 3 | 0 |

| Girona F. C.         | 2 - 1 | F. C. Cartagena    | Montilivi                 | 27 de octubre | 19:00 | 0 | Iglesias Villanueva  | 3 | 2 |
| Albacete Balompié    | 1 - 1 | U. D. Las Palmas   | Carlos Belmonte           | 28 de octubre | 19:00 | 0 | Gálvez Rascón        | 7 | 0 |
| C. D. Castellón      | 1 - 2 | U. D. Almería      | Nuevo Castalia            | 28 de octubre | 19:00 | 0 | Prieto Iglesias      | 5 | 1 |
| R. C. D. Espanyol    | 2 - 0 | S. D. Ponferradina | RCDE Stadium              | 28 de octubre | 19:00 | 0 | Milla Alvéndiz       | 7 | 0 |
| Real Oviedo          | 2 - 3 | U. D. Logroñés     | Carlos Tartiere           | 28 de octubre | 21:30 | 0 | Galech Apezteguía    | 9 | 1 |
| A. D. Alcorcón       | 1 - 2 | Sporting de Gijón  | Santo Domingo             | 29 de octubre | 16:30 | 0 | Muñiz Ruiz           | 2 | 0 |
| R. C. D. Mallorca    | 3 - 1 | Málaga C. F.       | Son Moix                  | 29 de octubre | 19:00 | 0 | De la Fuente Ramos   | 4 | 0 |
| C. D. Mirandés       | 1 - 0 | Real Zaragoza      | Anduva                    | 29 de octubre | 19:00 | 0 | Gorostegui Fernández | 1 | 0 |
| C. D. Tenerife       | 1 - 1 | C. D. Lugo         | Heliodoro Rodríguez López | 29 de octubre | 19:00 | 0 | Hernández Maeso      | 5 | 1 |
| Rayo Vallecano       | 2 - 0 | C. F. Fuenlabrada  | Vallecas                  | 29 de octubre | 21:30 | 0 | Pulido Santana       | 6 | 0 |
| C. E. Sabadell F. C. | 1 - 0 | C. D. Leganés      | Nova Creu Alta            | 29 de octubre | 21:30 | 0 | Trujillo Suárez      | 8 | 0 |

| F. C. Cartagena    | 3 – 1 | Albacete Balompié    | Cartagonova                         | 31 de octubre  | 16:00 | 0 | Moreno Aragón        | 6 | 0 |
| U. D. Las Palmas   | 1 – 2 | Real Oviedo          | Gran Canaria                        | 31 de octubre  | 18:15 | 0 | Ortiz Arias          | 4 | 0 |
| C. D. Leganés      | 1 – 0 | C. D. Mirandés       | Butarque                            | 1 de noviembre | 14:00 | 0 | González Esteban     | 4 | 0 |
| Real Zaragoza      | 0 – 0 | R. C. D. Mallorca    | La Romareda                         | 1 de noviembre | 16:00 | 0 | López Toca           | 3 | 0 |
| C. F. Fuenlabrada  | 1 – 1 | C. D. Tenerife       | Fernando Torres                     | 1 de noviembre | 18:15 | 0 | Ávalos Barrera       | 7 | 0 |
| S. D. Ponferradina | 0 – 3 | C. E. Sabadell F. C. | El Toralín                          | 1 de noviembre | 18:15 | 0 | Sánchez López        | 4 | 0 |
| C. D. Lugo         | 1 – 0 | Rayo Vallecano       | Anxo Carro                          | 1 de noviembre | 20:30 | 0 | De la Fuente Ramos   | 7 | 0 |
| U. D. Almería      | 0 – 0 | Girona F. C.         | Estadio de los Juegos Mediterráneos | 1 de noviembre | 21:00 | 0 | Arcediano Monescillo | 3 | 3 |
| U. D. Logroñés     | 1 – 0 | A. D. Alcorcón       | Las Gaunas                          | 2 de noviembre | 16:00 | 0 | Vicandi Garrido      | 1 | 1 |
| Sporting de Gijón  | 1 – 0 | C. D. Castellón      | El Molinón                          | 2 de noviembre | 18:15 | 0 | Ocón Arráiz          | 5 | 1 |
| Málaga C. F.       | 0 – 3 | R. C. D. Espanyol    | La Rosaleda                         | 2 de noviembre | 21:00 | 0 | Ais Reig             | 4 | 0 |

| Albacete Balompié    | 0 – 0 | C. D. Leganés      | Carlos Belmonte           | 6 de noviembre | 21:00 | 0 | Prieto Iglesias             | 6 | 0 |
| F. C. Cartagena      | 0 – 1 | U. D. Logroñés     | Cartagonova               | 7 de noviembre | 16:00 | 0 | Gorostegui Fernández-Ortega | 1 | 0 |
| C. D. Mirandés       | 1 – 0 | Sporting de Gijón  | Anduva                    | 7 de noviembre | 18:15 | 0 | Ávalos Barrera              | 4 | 0 |
| R. C. D. Espanyol    | 2 – 1 | C. D. Lugo         | RCDE Stadium              | 7 de noviembre | 21:00 | 0 | Gálvez Rascón               | 4 | 0 |
| C. E. Sabadell F. C. | 1 – 2 | Málaga C. F.       | Nova Creu Alta            | 8 de noviembre | 14:00 | 0 | Pulido Santana              | 7 | 0 |
| A. D. Alcorcón       | 0 – 3 | C. F. Fuenlabrada  | Santo Domingo             | 8 de noviembre | 16:00 | 0 | Galech Apezteguía           | 4 | 1 |
| Rayo Vallecano       | 0 – 1 | U. D. Almería      | Vallecas                  | 8 de noviembre | 16:00 | 0 | Iglesias Villanueva         | 7 | 1 |
| R. C. D. Mallorca    | 3 – 0 | S. D. Ponferradina | Son Moix                  | 8 de noviembre | 18:15 | 0 | Hernández Maeso             | 5 | 0 |
| Real Oviedo          | 4 – 0 | C. D. Castellón    | Carlos Tartiere           | 8 de noviembre | 18:15 | 0 | López Toca                  | 3 | 0 |
| C. D. Tenerife       | 1 – 0 | Real Zaragoza      | Heliodoro Rodríguez López | 8 de noviembre | 20:30 | 0 | Muñiz Ruiz                  | 5 | 0 |
| Girona F. C.         | 1 – 1 | U. D. Las Palmas   | Montilivi                 | 9 de noviembre | 21:00 | 0 | Mario Milla Alvendiz        | 5 | 0 |

| Real Zaragoza      | 1 – 2 | Real Oviedo          | La Romareda                         | 13 de noviembre | 21:00 | 0 | Ávalos Barrera       | 4 | 1 |
| C. F. Fuenlabrada  | 1 – 1 | R. C. D. Espanyol    | Fernando Torres                     | 14 de noviembre | 14:00 | 0 | Prieto Iglesias      | 6 | 0 |
| U. D. Almería      | 2 – 1 | C. D. Mirandés       | Estadio de los Juegos Mediterráneos | 14 de noviembre | 16:15 | 0 | Sánchez López        | 5 | 0 |
| Girona F. C.       | 0 – 1 | R. C. D. Mallorca    | Montilivi                           | 14 de noviembre | 18:30 | 0 | González Esteban     | 8 | 1 |
| C. D. Lugo         | 1 – 0 | Albacete Balompié    | Anxo Carro                          | 14 de noviembre | 18:30 | 0 | Vicandi Garrido      | 2 | 1 |
| C. D. Leganés      | 1 – 0 | A. D. Alcorcón       | Butarque                            | 15 de noviembre | 14:00 | 0 | Sagués Oscoz         | 6 | 0 |
| S. D. Ponferradina | 1 – 1 | Málaga C. F.         | El Toralín                          | 15 de noviembre | 16:15 | 0 | Muñiz Ruiz           | 6 | 1 |
| C. D. Castellón    | 2 – 1 | F. C. Cartagena      | Nuevo Castalia                      | 15 de noviembre | 18:30 | 0 | De la Fuente Ramos   | 6 | 0 |
| U. D. Logroñés     | 1 – 0 | C. E. Sabadell F. C. | Las Gaunas                          | 15 de noviembre | 18:30 | 0 | Ortiz Arias          | 3 | 0 |
| U. D. Las Palmas   | 1 – 0 | C. D. Tenerife       | Gran Canaria                        | 15 de noviembre | 21:00 | 0 | Arcediano Monescillo | 4 | 0 |
| Sporting de Gijón  | 1 – 1 | Rayo Vallecano       | El Molinón                          | 16 de noviembre | 21:00 | 0 | Ais Reig             | 5 | 1 |

| A. D. Alcorcón       | 1 – 0 | C. D. Lugo        | Santo Domingo             | 20 de noviembre | 19:00 | 0 | Milla Alvendiz      | 4  | 1 |
| R. C. D. Espanyol    | 1 – 2 | Girona F. C.      | RCDE Stadium              | 20 de noviembre | 21:00 | 0 | López Toca          | 6  | 0 |
| Málaga C. F.         | 1 – 2 | C. D. Leganés     | La Rosaleda               | 21 de noviembre | 14:00 | 0 | De la Fuente Ramos  | 5  | 0 |
| C. D. Mirandés       | 4 – 1 | F. C. Cartagena   | Anduva                    | 21 de noviembre | 16:00 | 0 | Galech Apezteguía   | 5  | 0 |
| Rayo Vallecano       | 2 – 1 | C. D. Castellón   | Vallecas                  | 21 de noviembre | 18:15 | 0 | Hernández Maeso     | 6  | 0 |
| Real Oviedo          | 1 – 1 | C. F. Fuenlabrada | Carlos Tartiere           | 21 de noviembre | 20:30 | 0 | González Esteban    | 3  | 0 |
| C. E. Sabadell F. C. | 3 – 1 | U. D. Las Palmas  | Nova Creu Alta            | 22 de noviembre | 14:00 | 0 | Moreno Aragón       | 2  | 1 |
| R. C. D. Mallorca    | 0 – 0 | Sporting de Gijón | Son Moix                  | 22 de noviembre | 16:00 | 0 | Gálvez Rascón       | 1  | 0 |
| C. D. Tenerife       | 0 – 1 | U. D. Logroñés    | Heliodoro Rodríguez López | 22 de noviembre | 18:15 | 0 | Sagués Oscoz        | 6  | 0 |
| S. D. Ponferradina   | 2 – 1 | Real Zaragoza     | El Toralín                | 22 de noviembre | 21:00 | 0 | Iglesias Villanueva | 5  | 0 |
| Albacete Balompié    | 1 – 2 | U. D. Almería     | Carlos Belmonte           | 23 de noviembre | 21:00 | 0 | Pulido Santana      | 11 | 0 |

| C. D. Castellón   | 0 – 2 | A. D. Alcorcón       | Nuevo Castalia                      | 24 de noviembre | 19:00 | 0 | González Esteban   | 6 | 1 |
| Girona F. C.      | 0 – 1 | Málaga C. F.         | Montilivi                           | 24 de noviembre | 19:00 | 0 | Ortiz Arias        | 5 | 0 |
| C. D. Lugo        | 0 – 0 | Real Oviedo          | Anxo Carro                          | 24 de noviembre | 21:30 | 0 | Prieto Iglesias    | 5 | 0 |
| U. D. Las Palmas  | 0 – 2 | C. D. Mirandés       | Gran Canaria                        | 25 de noviembre | 19:00 | 0 | Ais Reig           | 3 | 0 |
| Real Zaragoza     | 1 – 2 | Rayo Vallecano       | La Romareda                         | 25 de noviembre | 19:00 | 0 | Galech Apezteguía  | 5 | 0 |
| Sporting de Gijón | 3 – 1 | C. E. Sabadell F. C. | El Molinón                          | 25 de noviembre | 19:00 | 0 | Hernández Maeso    | 3 | 1 |
| F. C. Cartagena   | 1 – 2 | R. C. D. Mallorca    | Cartagonova                         | 25 de noviembre | 21:30 | 0 | Ávalos Barrera     | 7 | 1 |
| C. F. Fuenlabrada | 1 – 1 | S. D. Ponferradina   | Fernando Torres                     | 25 de noviembre | 21:30 | 0 | Sánchez López      | 6 | 0 |
| C. D. Leganés     | 2 – 0 | R. C. D. Espanyol    | Butarque                            | 26 de noviembre | 19:00 | 0 | Muñiz Ruiz         | 4 | 0 |
| U. D. Logroñés    | 2 – 0 | Albacete Balompié    | Las Gaunas                          | 26 de noviembre | 19:00 | 0 | De la Fuente Ramos | 5 | 0 |
| U. D. Almería     | 2 – 0 | C. D. Tenerife       | Estadio de los Juegos Mediterráneos | 26 de noviembre | 21:30 | 0 | Moreno Aragón      | 5 | 0 |

| A. D. Alcorcón       | 1 – 0 | Girona F. C.      | Santo Domingo   | 27 de noviembre | 19:00 | 0 | Vicandi Garrido      | 3 | 0 |
| Málaga C. F.         | 2 – 2 | C. D. Lugo        | La Rosaleda     | 27 de noviembre | 21:00 | 0 | Arcediano Monescillo | 6 | 1 |
| C. E. Sabadell F. C. | 1 – 2 | C. F. Fuenlabrada | Nova Creu Alta  | 28 de noviembre | 16:00 | 0 | Milla Alvendiz       | 6 | 0 |
| Rayo Vallecano       | 0 – 0 | F. C. Cartagena   | Vallecas        | 28 de noviembre | 18:15 | 0 | Ocón Arráiz          | 5 | 0 |
| C. D. Mirandés       | 1 – 1 | C. D. Castellón   | Anduva          | 28 de noviembre | 20:30 | 0 | Sagués Oscoz         | 2 | 0 |
| Albacete Balompié    | 0 – 2 | C. D. Tenerife    | Carlos Belmonte | 29 de noviembre | 14:00 | 0 | Ortiz Arias          | 2 | 0 |
| R. C. D. Espanyol    | 2 – 0 | Real Zaragoza     | RCDE Stadium    | 29 de noviembre | 16:00 | 0 | Pulido Santana       | 4 | 0 |
| R. C. D. Mallorca    | 4 – 0 | U. D. Logroñés    | Son Moix        | 29 de noviembre | 18:15 | 0 | Moreno Aragón        | 1 | 1 |
| S. D. Ponferradina   | 3 – 2 | C. D. Leganés     | El Toralín      | 29 de noviembre | 18:15 | 0 | López Toca           | 2 | 0 |
| U. D. Las Palmas     | 3 – 2 | Sporting de Gijón | Gran Canaria    | 29 de noviembre | 21:00 | 0 | Iglesias Villanueva  | 4 | 0 |
| Real Oviedo          | 1 – 2 | U. D. Almería     | Carlos Tartiere | 30 de noviembre | 21:00 | 0 | Gálvez Rascón        | 6 | 0 |

| C. F. Fuenlabrada | 0 – 2 | Málaga C. F.         | Fernando Torres                     | 1 de diciembre | 19:00 | 0 | Galech Apezteguía    | 8 | 1 |
| Girona F. C.      | 1 – 0 | C. D. Mirandés       | Montilivi                           | 1 de diciembre | 21:30 | 0 | Hernández Maeso      | 4 | 0 |
| F. C. Cartagena   | 1 – 3 | R. C. D. Espanyol    | Cartagonova                         | 2 de diciembre | 19:00 | 0 | Arcediano Monescillo | 4 | 0 |
| C. D. Leganés     | 1 – 0 | Rayo Vallecano       | Butarque                            | 2 de diciembre | 19:00 | 0 | Prieto Iglesias      | 4 | 2 |
| U. D. Logroñés    | 1 – 2 | S. D. Ponferradina   | Las Gaunas                          | 2 de diciembre | 19:00 | 0 | Aís Reig             | 6 | 0 |
| C. D. Castellón   | 1 – 0 | Real Zaragoza        | Nuevo Castalia                      | 2 de diciembre | 21:00 | 0 | Ocón Arráiz          | 3 | 0 |
| C. D. Lugo        | 1 – 1 | U. D. Las Palmas     | Anxo Carro                          | 2 de diciembre | 21:30 | 0 | González Esteban     | 2 | 1 |
| U. D. Almería     | 0 – 1 | R. C. D. Mallorca    | Estadio de los Juegos Mediterráneos | 3 de diciembre | 19:00 | 0 | Muñiz Ruiz           | 8 | 0 |
| Real Oviedo       | 1 – 1 | A. D. Alcorcón       | Carlos Tartiere                     | 3 de diciembre | 19:00 | 0 | Sánchez López        | 7 | 0 |
| C. D. Tenerife    | 1 – 2 | C. E. Sabadell F. C. | Heliodoro Rodríguez López           | 3 de diciembre | 19:00 | 0 | De la Fuente Ramos   | 6 | 0 |
| Sporting de Gijón | 0 – 0 | Albacete Balompié    | El Molinón                          | 3 de diciembre | 21:30 | 0 | Ávalos Barrera       | 4 | 0 |

| Rayo Vallecano       | 2 - 1 | U. D. Logroñés    | Vallecas                  | 5 de diciembre | 14:00 | 0 | Vicandi Garrido      | 4 | 0 |
| S. D. Ponferradina   | 0 - 0 | U. D. Las Palmas  | El Toralín                | 5 de diciembre | 16:00 | 0 | Ortiz Arias          | 5 | 0 |
| C. D. Mirandés       | 0 - 0 | C. D. Lugo        | Anduva                    | 5 de diciembre | 18:15 | 0 | Moreno Aragón        | 7 | 0 |
| Málaga C. F.         | 1 - 2 | F. C. Cartagena   | La Rosaleda               | 5 de diciembre | 20:30 | 0 | Pulido Santana       | 6 | 0 |
| A. D. Alcorcón       | 0 - 1 | U. D. Almería     | Santo Domingo             | 6 de diciembre | 14:00 | 0 | López Toca           | 3 | 0 |
| R. C. D. Espanyol    | 2 - 0 | Sporting de Gijón | RCDE Stadium              | 6 de diciembre | 16:00 | 0 | Sagués Oscoz         | 7 | 0 |
| Albacete Balompié    | 0 - 2 | Girona F. C.      | Carlos Belmonte           | 6 de diciembre | 18:15 | 0 | Gálvez Rascón        | 4 | 0 |
| C. E. Sabadell F. C. | 0 - 1 | Real Oviedo       | Nova Creu Alta            | 6 de diciembre | 20:30 | 0 | Gorostegui Fernández | 9 | 0 |
| Real Zaragoza        | 1 - 0 | C. F. Fuenlabrada | La Romareda               | 6 de diciembre | 21:00 | 0 | Trujillo Suárez      | 4 | 0 |
| C. D. Tenerife       | 0 – 0 | C. D. Leganés     | Heliodoro Rodríguez López | 7 de diciembre | 19:00 | 0 | Milla Alvéndiz       | 6 | 0 |
| R. C. D. Mallorca    | 3 – 1 | C. D. Castellón   | Son Moix                  | 7 de diciembre | 21:00 | 0 | Sánchez López        | 2 | 0 |

| C. D. Lugo        | 1 – 0 | S. D. Ponferradina   | Anxo Carro                          | 11 de diciembre | 19:00 | 0 | Ocón Arráiz          | 3 | 1 |
| Real Oviedo       | 4 – 2 | C. D. Tenerife       | Carlos Tartiere                     | 11 de diciembre | 21:00 | 0 | Ais Reig             | 2 | 1 |
| C. D. Leganés     | 0 – 1 | R. C. D. Mallorca    | Butarque                            | 12 de diciembre | 16:00 | 0 | Sagués Oscoz         | 4 | 0 |
| C. D. Castellón   | 3 – 0 | Albacete Balompié    | Nuevo Castalia                      | 12 de diciembre | 18:15 | 0 | Hernández Maeso      | 8 | 0 |
| C. F. Fuenlabrada | 0 – 1 | C. D. Mirandés       | Fernando Torres                     | 12 de diciembre | 20:30 | 0 | Arcediano Monescillo | 4 | 0 |
| U. D. Logroñés    | 0 – 3 | R. C. D. Espanyol    | Las Gaunas                          | 13 de diciembre | 14:00 | 0 | González Esteban     | 3 | 0 |
| U. D. Almería     | 3 – 1 | Málaga C. F.         | Estadio de los Juegos Mediterráneos | 13 de diciembre | 16:00 | 0 | Trujillo Suárez      | 9 | 0 |
| U. D. Las Palmas  | 0 – 0 | A. D. Alcorcón       | Gran Canaria                        | 13 de diciembre | 18:15 | 0 | Ávalos Barrera       | 4 | 0 |
| F. C. Cartagena   | 1 – 2 | C. E. Sabadell F. C. | Cartagonova                         | 13 de diciembre | 20:30 | 0 | Galech Apezteguía    | 8 | 0 |
| Sporting de Gijón | 1 – 0 | Real Zaragoza        | El Molinón                          | 13 de diciembre | 21:00 | 0 | Prieto Iglesias      | 2 | 1 |
| Girona F. C.      | 0 – 0 | Rayo Vallecano       | Montilivi                           | 14 de diciembre | 19:00 | 0 | Muñiz Ruiz           | 6 | 0 |

| S. D. Ponferradina   | 1 – 0 | Real Oviedo       | El Toralín                | 18 de diciembre | 19:00 | 0 | Vicandi Garrido             | 2  | 0 |
| C. E. Sabadell F. C. | 1 – 1 | C. D. Castellón   | Nova Creu Alta            | 19 de diciembre | 16:00 | 0 | Milla Alvendiz              | 5  | 0 |
| R. C. D. Mallorca    | 2 – 3 | C. F. Fuenlabrada | Son Moix                  | 19 de diciembre | 18:15 | 0 | Iglesias Villanueva         | 12 | 0 |
| Real Zaragoza        | 1 – 0 | C. D. Lugo        | La Romareda               | 19 de diciembre | 21:00 | 0 | Gálvez Rascón               | 4  | 0 |
| A. D. Alcorcón       | 2 – 1 | F. C. Cartagena   | Santo Domingo             | 20 de diciembre | 14:00 | 0 | Gorostegui Fernández-Ortega | 7  | 0 |
| R. C. D. Espanyol    | 2 – 1 | U. D. Almería     | RCDE Stadium              | 20 de diciembre | 16:00 | 0 | Ortiz Arias                 | 5  | 0 |
| Rayo Vallecano       | 2 – 0 | U. D. Las Palmas  | Vallecas                  | 20 de diciembre | 18:15 | 0 | De la Fuente Ramos          | 6  | 0 |
| Málaga C. F.         | 0 – 0 | U. D. Logroñés    | La Rosaleda               | 20 de diciembre | 20:30 | 0 | Moreno Aragón               | 5  | 1 |
| C. D. Mirandés       | 0 – 2 | Albacete Balompié | Anduva                    | 21 de diciembre | 19:00 | 0 | Sánchez López               | 5  | 0 |
| Sporting de Gijón    | 1 – 1 | C. D. Leganés     | El Molinón                | 21 de diciembre | 21:00 | 0 | Pulido Santana              | 4  | 0 |
| C. D. Tenerife       | 2 – 0 | Girona F. C.      | Heliodoro Rodríguez López | 21 de diciembre | 21:30 | 0 | López Toca                  | 4  | 2 |

| C. F. Fuenlabrada | 0 – 0 | C. D. Leganés        | Fernando Torres                     | 2 de enero | 14:00 | 0 | Muñiz Ruiz           | 6 | 0 |
| Rayo Vallecano    | 2 – 1 | A. D. Alcorcón       | Vallecas                            | 2 de enero | 16:00 | 0 | Hernández Maeso      | 4 | 0 |
| U. D. Logroñés    | 2 – 1 | C. D. Mirandés       | Las Gaunas                          | 2 de enero | 18:15 | 0 | Galech Apezteguía    | 4 | 0 |
| F. C. Cartagena   | 1 – 1 | Real Zaragoza        | Cartagonova                         | 2 de enero | 20:30 | 0 | Ais Reig             | 6 | 0 |
| C. D. Castellón   | 0 – 1 | C. D. Tenerife       | Nuevo Castalia                      | 3 de enero | 14:00 | 0 | Ávalos Barrera       | 7 | 0 |
| U. D. Las Palmas  | 1 – 0 | R. C. D. Espanyol    | Gran Canaria                        | 3 de enero | 16:00 | 0 | Ocón Arráiz          | 8 | 1 |
| Albacete Balompié | 1 – 1 | Málaga C. F.         | Carlos Belmonte                     | 3 de enero | 18:15 | 0 | González Esteban     | 3 | 0 |
| U. D. Almería     | 3 – 1 | S. D. Ponferradina   | Estadio de los Juegos Mediterráneos | 3 de enero | 20:30 | 0 | Prieto Iglesias      | 3 | 1 |
| Real Oviedo       | 2 – 2 | R. C. D. Mallorca    | Carlos Tartiere                     | 3 de enero | 21:00 | 0 | Trujillo Suárez      | 2 | 0 |
| Girona F. C.      | 0 – 0 | C. E. Sabadell F. C. | Montilivi                           | 4 de enero | 18:00 | 0 | Sagués Oscoz         | 2 | 0 |
| C. D. Lugo        | 0 – 0 | Sporting de Gijón    | Anxo Carro                          | 4 de enero | 21:00 | 0 | Arcediano Monescillo | 1 | 0 |

| Real Zaragoza        | 2 – 0 | U. D. Logroñés    | La Romareda               | 8 de enero    | 21:00 | 0 | Milla Alvendiz       | 4 | 0 |
| Málaga C. F.         | 1 – 1 | Real Oviedo       | La Rosaleda               | 9 de enero    | 18:15 | 0 | Gálvez Rascón        | 7 | 0 |
| R. C. D. Mallorca    | 0 – 1 | U. D. Las Palmas  | Son Moix                  | 10 de enero   | 16:00 | 0 | Gorostegui Fernández | 5 | 0 |
| C. D. Tenerife       | 3 – 0 | F. C. Cartagena   | Heliodoro Rodríguez López | 10 de enero   | 18:15 | 0 | Muñiz Ruiz           | 7 | 0 |
| R. C. D. Espanyol    | 2 – 0 | C. D. Castellón   | RCDE Stadium              | 10 de enero   | 21:00 | 0 | de la Fuente Ramos   | 2 | 0 |
| S. D. Ponferradina   | 1 – 1 | Girona F. C.      | El Toralín                | 11 de enero   | 19:00 | 0 | Ais Reig             | 3 | 0 |
| Sporting de Gijón    | 2 – 1 | C. F. Fuenlabrada | El Molinón                | 11 de enero   | 20:30 | 0 | Sánchez López        | 7 | 0 |
| C. E. Sabadell F. C. | 1 – 1 | C. D. Lugo        | Nova Creu Alta            | 11 de enero   | 21:30 | 0 | Vicandi Garrido      | 5 | 0 |
| C. D. Mirandés       | 0 – 2 | Rayo Vallecano    | Anduva                    | 19 de enero   | 19:00 | 0 | López Toca           | 5 | 0 |
| A. D. Alcorcón       | 1 – 2 | Albacete Balompié | Santo Domingo             | 26 de enero   | 19:00 | 0 | Pulido Santana       | 5 | 0 |
| C. D. Leganés        | 2 – 1 | U. D. Almería     | Butarque                  | 17 de febrero | 19:00 | 0 | Iglesias Villanueva  | 3 | 0 |

| C. F. Fuenlabrada | 0 – 0 | A. D. Alcorcón       | Fernando Torres                     | 22 de enero | 19:00 | 0 | Trujillo Suárez     | 7 | 0 |
| Albacete Balompié | 1 – 0 | Real Zaragoza        | Carlos Belmonte                     | 22 de enero | 21:00 | 0 | Ávalos Barrera      | 4 | 1 |
| Rayo Vallecano    | 1 – 3 | R. C. D. Mallorca    | Vallecas                            | 23 de enero | 16:00 | 0 | Prieto Iglesias     | 6 | 1 |
| Girona F. C.      | 1 – 0 | R. C. D. Espanyol    | Montilivi                           | 23 de enero | 18:15 | 0 | Pulido Santana      | 4 | 0 |
| C. D. Lugo        | 2 – 0 | C. D. Tenerife       | Anxo Carro                          | 23 de enero | 18:15 | 0 | Sagués Oscoz        | 5 | 0 |
| Málaga C. F.      | 0 – 2 | S. D. Ponferradina   | La Rosaleda                         | 23 de enero | 20:30 | 0 | Iglesias Villanueva | 6 | 0 |
| U. D. Almería     | 2 – 2 | C. E. Sabadell F. C. | Estadio de los Juegos Mediterráneos | 24 de enero | 14:00 | 0 | Ocón Arráiz         | 3 | 0 |
| U. D. Logroñés    | 0 – 0 | Real Oviedo          | Las Gaunas                          | 24 de enero | 16:00 | 0 | Hernández Maeso     | 7 | 0 |
| C. D. Castellón   | 2 – 0 | Sporting de Gijón    | Nuevo Castalia                      | 24 de enero | 18:15 | 0 | Moreno Aragón       | 5 | 0 |
| U. D. Las Palmas  | 2 – 1 | C. D. Leganés        | Gran Canaria                        | 24 de enero | 20:30 | 0 | Galech Apezteguía   | 9 | 1 |
| F. C. Cartagena   | 0 – 2 | C. D. Mirandés       | Cartagonova                         | 25 de enero | 21:00 | 0 | Ortiz Arias         | 7 | 0 |

| Real Zaragoza        | 1 – 0 | S. D. Ponferradina | La Romareda                         | 29 de enero  | 21:00 | 0 | Arcediano Monescillo | 3 | 0 |
| Real Oviedo          | 0 – 1 | Albacete Balompié  | Carlos Tartiere                     | 30 de enero  | 16:00 | 0 | Gorostegui Fernández | 5 | 0 |
| A. D. Alcorcón       | 0 – 1 | Málaga C. F.       | Santo Domingo                       | 30 de enero  | 18:15 | 0 | Ais Reig             | 4 | 0 |
| R. C. D. Mallorca    | 1 – 0 | Girona F. C.       | Son Moix                            | 30 de enero  | 20:30 | 0 | Muñiz Ruiz           | 4 | 0 |
| U. D. Almería        | 3 – 1 | C. D. Castellón    | Estadio de los Juegos Mediterráneos | 30 de enero  | 21:00 | 0 | Vicandi Garrido      | 1 | 0 |
| Sporting de Gijón    | 0 – 0 | F. C. Cartagena    | El Molinón                          | 31 de enero  | 14:00 | 0 | López Toca           | 7 | 1 |
| R. C. D. Espanyol    | 2 – 3 | Rayo Vallecano     | RCDE Stadium                        | 31 de enero  | 16:00 | 0 | González Esteban     | 8 | 0 |
| C. D. Mirandés       | 2 – 0 | U. D. Las Palmas   | Anduva                              | 31 de enero  | 18:15 | 0 | Gálvez Rascón        | 7 | 0 |
| C. D. Tenerife       | 1 – 1 | C. F. Fuenlabrada  | Heliodoro Rodríguez López           | 31 de enero  | 20:30 | 0 | de la Fuente Ramos   | 7 | 0 |
| C. D. Leganés        | 3 – 2 | C. D. Lugo         | Butarque                            | 1 de febrero | 19:00 | 0 | Milla Alvendiz       | 3 | 0 |
| C. E. Sabadell F. C. | 0 – 0 | U. D. Logroñés     | Nova Creu Alta                      | 1 de febrero | 21:00 | 0 | Sánchez López        | 6 | 0 |

| Albacete Balompié  | 0 – 1 | R. C. D. Mallorca    | Carlos Belmonte | 5 de febrero | 21:00 | 0 | Moreno Aragón       | 6  | 0 |
| F. C. Cartagena    | 2 – 0 | Real Oviedo          | Cartagonova     | 6 de febrero | 16:00 | 0 | Pulido Santana      | 5  | 0 |
| U. D. Logroñés     | 0 – 4 | Sporting de Gijón    | Las Gaunas      | 6 de febrero | 18:15 | 0 | Ávalos Barrera      | 1  | 0 |
| C. F. Fuenlabrada  | 1 – 1 | U. D. Almería        | Fernando Torres | 6 de febrero | 20:30 | 0 | Sagués Oscoz        | 7  | 0 |
| Girona F. C.       | 0 – 2 | C. D. Leganés        | Montilivi       | 7 de febrero | 14:00 | 0 | Prieto Iglesias     | 3  | 0 |
| Málaga C. F.       | 1 – 2 | Real Zaragoza        | La Rosaleda     | 7 de febrero | 16:00 | 0 | Trujillo Suárez     | 3  | 0 |
| C. D. Castellón    | 0 – 1 | C. D. Mirandés       | Nuevo Castalia  | 7 de febrero | 18:15 | 0 | Hernández Maeso     | 1  | 0 |
| Rayo Vallecano     | 0 – 1 | C. D. Tenerife       | Vallecas        | 7 de febrero | 18:15 | 0 | Galech Apezteguía   | 9  | 1 |
| U. D. Las Palmas   | 0 – 1 | C. E. Sabadell F. C. | Gran Canaria    | 7 de febrero | 20:30 | 0 | Iglesias Villanueva | 0  | 0 |
| S. D. Ponferradina | 2 – 0 | A. D. Alcorcón       | El Toralín      | 8 de febrero | 19:00 | 0 | Ocón Arráiz         | 5  | 0 |
| C. D. Lugo         | 1 – 1 | R. C. D. Espanyol    | Anxo Carro      | 8 de febrero | 21:00 | 0 | Ortiz Arias         | 10 | 0 |

| C. E. Sabadell F. C. | 1 – 1 | Real Zaragoza      | Nova Creu Alta                      | 12 de febrero | 21:00 | 0 | Gálvez Rascón        | 2 | 0 |
| F. C. Cartagena      | 2 – 2 | Rayo Vallecano     | Cartagonova                         | 13 de febrero | 16:00 | 0 | Gorostegui Fernández | 5 | 0 |
| C. D. Mirandés       | 3 – 3 | Girona F. C.       | Anduva                              | 13 de febrero | 18:15 | 0 | Milla Alvendiz       | 9 | 0 |
| C. D. Tenerife       | 1 – 0 | S. D. Ponferradina | Heliodoro Rodríguez López           | 13 de febrero | 20:30 | 0 | Vicandi Garrido      | 1 | 0 |
| R. C. D. Mallorca    | 1 – 2 | R. C. D. Espanyol  | Son Moix                            | 14 de febrero | 14:00 | 0 | Arcediano Monescillo | 2 | 0 |
| U. D. Almería        | 3 – 1 | U. D. Las Palmas   | Estadio de los Juegos Mediterráneos | 14 de febrero | 16:00 | 0 | González Esteban     | 5 | 0 |
| C. D. Leganés        | 3 – 1 | Albacete Balompié  | Butarque                            | 14 de febrero | 18:15 | 0 | Sánchez López        | 7 | 0 |
| A. D. Alcorcón       | 1 – 0 | U. D. Logroñés     | Santo Domingo                       | 14 de febrero | 18:15 | 0 | López Toca           | 3 | 0 |
| Sporting de Gijón    | 1 – 0 | Málaga C. F.       | El Molinón                          | 14 de febrero | 21:00 | 0 | de la Fuente Ramos   | 4 | 0 |
| C. D. Castellón      | 1 – 2 | C. F. Fuenlabrada  | Nuevo Castalia                      | 15 de febrero | 19:00 | 0 | Muñiz Ruiz           | 8 | 0 |
| Real Oviedo          | 3 – 1 | C. D. Lugo         | Carlos Tartiere                     | 15 de febrero | 21:00 | 0 | Ais Reig             | 3 | 0 |

| S. D. Ponferradina | 1 – 0 | C. D. Mirandés       | El Toralín      | 19 de febrero | 21:00 | 0 | Prieto Iglesias     | 5  | 1 |
| R. C. D. Espanyol  | 1 – 0 | C. E. Sabadell F. C. | RCDE Stadium    | 20 de febrero | 16:00 | 0 | Ocón Arráiz         | 4  | 0 |
| Albacete Balompié  | 0 – 1 | Sporting de Gijón    | Carlos Belmonte | 20 de febrero | 18:15 | 0 | Pulido Santana      | 4  | 1 |
| U. D. Las Palmas   | 2 – 0 | F. C. Cartagena      | Gran Canaria    | 20 de febrero | 20:30 | 0 | Hernández Maeso     | 7  | 0 |
| C. D. Leganés      | 1 – 0 | C. D. Tenerife       | Butarque        | 21 de febrero | 14:00 | 0 | Ávalos Barrera      | 3  | 0 |
| R. C. D. Mallorca  | 2 – 0 | U. D. Almería        | Son Moix        | 21 de febrero | 16:00 | 0 | Ortiz Arias         | 9  | 0 |
| Girona F. C.       | 2 – 1 | C. D. Castellón      | Montilivi       | 21 de febrero | 18:15 | 0 | Trujillo Suárez     | 4  | 0 |
| C. D. Lugo         | 1 – 1 | U. D. Logroñés       | Anxo Carro      | 21 de febrero | 20:30 | 0 | Moreno Aragón       | 8  | 0 |
| Málaga C. F.       | 2 – 0 | Rayo Vallecano       | La Rosaleda     | 21 de febrero | 21:00 | 0 | Sagués Oscoz        | 3  | 0 |
| C. F. Fuenlabrada  | 2 – 2 | Real Oviedo          | Fernando Torres | 22 de febrero | 19:00 | 0 | Galech Apezteguía   | 14 | 0 |
| Real Zaragoza      | 0 – 1 | A. D. Alcorcón       | La Romareda     | 22 de febrero | 21:00 | 0 | Iglesias Villanueva | 1  | 0 |

| C. E. Sabadell F. C. | 0 – 0 | Albacete Balompié  | Nova Creu Alta                      | 26 de febrero | 19:00 | 0 | Ais Reig             | 3  | 1 |
| F. C. Cartagena      | 1 – 0 | C. D. Leganés      | Cartagonova                         | 26 de febrero | 21:00 | 0 | González Esteban     | 4  | 2 |
| Rayo Vallecano       | 1 – 1 | S. D. Ponferradina | Vallecas                            | 27 de febrero | 16:00 | 0 | Muñiz Ruiz           | 7  | 1 |
| U. D. Almería        | 4 – 1 | C. D. Lugo         | Estadio de los Juegos Mediterráneos | 27 de febrero | 18:15 | 0 | Arcediano Monescillo | 2  | 0 |
| C. D. Castellón      | 4 – 0 | U. D. Las Palmas   | Nuevo Castalia                      | 27 de febrero | 20:30 | 0 | Sánchez López        | 8  | 0 |
| U. D. Logroñés       | 0 – 1 | R. C. D. Mallorca  | Las Gaunas                          | 27 de febrero | 21:00 | 0 | Gálvez Rascón        | 1  | 0 |
| C. F. Fuenlabrada    | 1 – 1 | Girona F. C.       | Fernando Torres                     | 28 de febrero | 14:00 | 0 | López Toca           | 11 | 0 |
| Sporting de Gijón    | 1 – 1 | R. C. D. Espanyol  | El Molinón                          | 28 de febrero | 16:00 | 0 | Milla Alvendiz       | 6  | 0 |
| C. D. Tenerife       | 3 – 1 | A. D. Alcorcón     | Heliodoro Rodríguez López           | 28 de febrero | 18:15 | 0 | Gorostegui Fernández | 6  | 1 |
| Real Oviedo          | 1 – 0 | Real Zaragoza      | Carlos Tartiere                     | 28 de febrero | 21:00 | 0 | de la Fuente Ramos   | 5  | 0 |
| C. D. Mirandés       | 1 – 0 | Málaga C. F.       | Anduva                              | 1 de marzo    | 19:00 | 0 | Vicandi Garrido      | 4  | 0 |

| R. C. D. Espanyol  | 1 – 1 | Real Oviedo          | RCDE Stadium    | 5 de marzo | 21:00 | 0 | Trujillo Suárez     | 4 | 1 |
| Real Zaragoza      | 1 – 0 | C. D. Tenerife       | La Romareda     | 6 de marzo | 16:00 | 0 | Moreno Aragón       | 5 | 0 |
| U. D. Las Palmas   | 1 – 1 | Rayo Vallecano       | Gran Canaria    | 6 de marzo | 18:15 | 0 | Prieto Iglesias     | 2 | 0 |
| C. D. Leganés      | 0 – 0 | C. D. Castellón      | Butarque        | 6 de marzo | 18:15 | 0 | Pulido Santana      | 5 | 0 |
| Albacete Balompié  | 1 – 1 | U. D. Logroñés       | Carlos Belmonte | 6 de marzo | 20:30 | 0 | Galech Apezteguía   | 6 | 0 |
| Málaga C. F.       | 2 – 0 | C. E. Sabadell F. C. | La Rosaleda     | 7 de marzo | 14:00 | 0 | Ortiz Arias         | 4 | 0 |
| S. D. Ponferradina | 2 – 2 | Sporting de Gijón    | El Toralín      | 7 de marzo | 16:00 | 0 | Hernández Maeso     | 5 | 0 |
| R. C. D. Mallorca  | 2 – 1 | F. C. Cartagena      | Son Moix        | 7 de marzo | 18:15 | 0 | Ávalos Barrera      | 8 | 0 |
| Girona F. C.       | 0 - 1 | U. D. Almería        | Montilivi       | 7 de marzo | 21:00 | 0 | Iglesias Villanueva | 5 | 1 |
| A. D. Alcorcón     | 4 – 0 | C. D. Mirandés       | Santo Domingo   | 8 de marzo | 19:00 | 0 | Sagués Oscoz        | 4 | 0 |
| C. D. Lugo         | 0 – 0 | C. F. Fuenlabrada    | Anxo Carro      | 8 de marzo | 21:00 | 0 | Ocón Arráiz         | 6 | 0 |

| F. C. Cartagena   | 1 – 1 | S. D. Ponferradina   | Cartagonova                         | 12 de marzo | 19:00 | 0 | Gálvez Rascón        | 4 | 0 |
| Rayo Vallecano    | 3 – 2 | Real Zaragoza        | Vallecas                            | 12 de marzo | 21:00 | 0 | Milla Alvendiz       | 7 | 0 |
| C. F. Fuenlabrada | 1 – 2 | U. D. Las Palmas     | Fernando Torres                     | 13 de marzo | 16:00 | 0 | Vicandi Garrido      | 5 | 2 |
| Girona F. C.      | 1 – 1 | C. D. Lugo           | Montilivi                           | 13 de marzo | 18:15 | 0 | Gorostegui Fernández | 6 | 1 |
| C. D. Castellón   | 2 – 1 | C. E. Sabadell F. C. | Nuevo Castalia                      | 13 de marzo | 20:30 | 0 | López Toca           | 3 | 0 |
| C. D. Mirandés    | 2 – 2 | R. C. D. Espanyol    | Anduva                              | 13 de marzo | 21:00 | 0 | González Esteban     | 1 | 0 |
| U. D. Logroñés    | 0 – 1 | Málaga C. F.         | Las Gaunas                          | 14 de marzo | 14:00 | 0 | Ais Reig             | 4 | 0 |
| Sporting de Gijón | 2 – 0 | R. C. D. Mallorca    | El Molinón                          | 14 de marzo | 16:00 | 0 | Muñiz Ruiz           | 5 | 0 |
| C. D. Tenerife    | 2 – 0 | Albacete Balompié    | Heliodoro Rodríguez López           | 14 de marzo | 18:15 | 0 | Sánchez López        | 7 | 0 |
| Real Oviedo       | 1 – 3 | C. D. Leganés        | Carlos Tartiere                     | 14 de marzo | 20:30 | 0 | Arcediano Monescillo | 7 | 0 |
| U. D. Almería     | 0 – 0 | A. D. Alcorcón       | Estadio de los Juegos Mediterráneos | 15 de marzo | 19:00 | 0 | de la Fuente Ramos   | 5 | 0 |

| U. D. Las Palmas     | 1 – 2 | Girona F. C.      | Gran Canaria    | 19 de marzo | 21:00 | 0 | Moreno Aragón        | 6 | 1 |
| C. E. Sabadell F. C. | 1 – 1 | Sporting de Gijón | Nova Creu Alta  | 20 de marzo | 16:00 | 0 | Iglesias Villanueva  | 7 | 0 |
| R. C. D. Mallorca    | 0 – 0 | Real Oviedo       | Son Moix        | 20 de marzo | 18:15 | 0 | Sagués Oscoz         | 4 | 0 |
| C. D. Leganés        | 0 – 2 | C. F. Fuenlabrada | Butarque        | 20 de marzo | 20:30 | 0 | Hernández Maeso      | 2 | 0 |
| R. C. D. Espanyol    | 4 – 0 | U. D. Logroñés    | RCDE Stadium    | 20 de marzo | 21:00 | 0 | Pulido Santana       | 4 | 0 |
| S. D. Ponferradina   | 2 – 1 | Almería           | El Toralín      | 21 de marzo | 14:00 | 0 | Galech Apezteguía    | 8 | 0 |
| Málaga C. F.         | 1 – 1 | Tenerife          | La Rosaleda     | 21 de marzo | 16:00 | 0 | Ocón Arráiz          | 2 | 0 |
| C. D. Lugo           | 0 – 0 | C. D. Castellón   | Anxo Carro      | 21 de marzo | 18:15 | 0 | Ortiz Arias          | 6 | 0 |
| A. D. Alcorcón       | 0 – 3 | Rayo Vallecano    | Santo Domingo   | 21 de marzo | 20:30 | 0 | Arcediano Monescillo | 5 | 0 |
| Albacete Balompié    | 2 - 0 | F. C. Cartagena   | Carlos Belmonte | 22 de marzo | 19:00 | 0 | Prieto Iglesias      | 4 | 0 |
| Real Zaragoza        | 1 – 0 | C. D. Mirandés    | La Romareda     | 22 de marzo | 21:00 | 0 | Trujillo Suárez      | 4 | 0 |

| Sporting de Gijón | 0 – 0 | A. D. Alcorcón       | El Molinón                          | 26 de marzo | 19:00 | 0 | Ais Reig             | 2 | 0 |
| C. D. Castellón   | 1 – 3 | R. C. D. Espanyol    | Nuevo Castalia                      | 26 de marzo | 21:00 | 0 | Gorostegui Fernández | 6 | 0 |
| Real Oviedo       | 1 – 1 | S. D. Ponferradina   | Carlos Tartiere                     | 27 de marzo | 16:00 | 0 | Vicandi Garrido      | 3 | 0 |
| U. D. Almería     | 1 – 1 | C. D. Leganés        | Estadio de los Juegos Mediterráneos | 27 de marzo | 18:15 | 0 | López Toca           | 6 | 1 |
| F. C. Cartagena   | 1 – 1 | Málaga C. F.         | Cartagonova                         | 27 de marzo | 20:30 | 0 | Muñiz Ruiz           | 8 | 1 |
| U. D. Logroñés    | 1 – 1 | Real Zaragoza        | Las Gaunas                          | 27 de marzo | 21:00 | 0 | González Esteban     | 3 | 0 |
| C. D. Lugo        | 0 – 2 | C. E. Sabadell F. C. | Anxo Carro                          | 28 de marzo | 14:00 | 0 | de la Fuente Ramos   | 7 | 0 |
| Girona F. C.      | 2 – 1 | Albacete Balompié    | Montilivi                           | 28 de marzo | 16:00 | 0 | Gálvez Rascón        | 5 | 0 |
| C. D. Tenerife    | 1 – 1 | U. D. Las Palmas     | Heliodoro Rodríguez López           | 28 de marzo | 21:30 | 0 | Milla Alvendiz       | 5 | 0 |
| C. F. Fuenlabrada | 4 – 1 | R. C. D. Mallorca    | Fernando Torres                     | 29 de marzo | 21:00 | 0 | Arcediano Monescillo | 4 | 0 |
| Rayo Vallecano    | 0 – 1 | C. D. Mirandés       | Vallecas                            | 14 de abril | 19:00 | 0 | Sánchez López        | 3 | 0 |

| A. D. Alcorcón       | 1 - 1 | Real Oviedo       | Santo Domingo   | 30 de marzo | 19:00 | 0 | Ocón Arráiz         | 5 | 0 |
| Málaga C. F.         | 0 - 3 | U. D. Almería     | La Rosaleda     | 30 de marzo | 19:30 | 0 | Ávalos Barrera      | 2 | 0 |
| S. D. Ponferradina   | 2 - 2 | U. D. Logroñés    | El Toralín      | 30 de marzo | 21:00 | 0 | Moreno Aragón       | 2 | 0 |
| Rayo Vallecano       | 0 - 1 | Sporting de Gijón | Vallecas        | 30 de marzo | 21:30 | 0 | Trujillo Suárez     | 2 | 0 |
| Albacete Balompié    | 0 - 1 | C. D. Castellón   | Carlos Belmonte | 31 de marzo | 19:00 | 0 | Iglesias Villanueva | 3 | 0 |
| C. E. Sabadell F. C. | 2 - 2 | Girona F. C.      | Nova Creu Alta  | 31 de marzo | 19:00 | 0 | Hernández Maeso     | 9 | 0 |
| R. C. D. Espanyol    | 4 - 0 | C. F. Fuenlabrada | RCDE Stadium    | 1 de abril  | 17:00 | 0 | Galech Apezteguía   | 6 | 1 |
| R. C. D. Mallorca    | 1 - 0 | C. D. Leganés     | Son Moix        | 1 de abril  | 19:00 | 0 | Prieto Iglesias     | 6 | 0 |
| U. D. Las Palmas     | 6 - 1 | C. D. Lugo        | Gran Canaria    | 1 de abril  | 21:00 | 0 | Sagués Oscoz        | 4 | 0 |
| Real Zaragoza        | 0 - 0 | F. C. Cartagena   | La Romareda     | 1 de abril  | 21:30 | 0 | Pulido Santana      | 4 | 0 |
| C. D. Mirandés       | 0 – 0 | C. D. Tenerife    | Anduva          | 21 de abril | 19:00 | 0 | Galech Apezteguía   | 6 | 0 |

| U. D. Almería     | 0 – 1 | Rayo Vallecano       | Estadio de los Juegos Mediterráneos | 2 de abril | 21:00 | 0 | Muñiz Ruiz           | 11 | 0 |
| U. D. Logroñés    | 1 – 0 | C. D. Tenerife       | Las Gaunas                          | 3 de abril | 14:00 | 0 | Vicandi Garrido      | 4  | 0 |
| Girona F. C.      | 3 – 1 | S. D. Ponferradina   | Montilivi                           | 3 de abril | 16:00 | 0 | Arcediano Monescillo | 1  | 0 |
| C. D. Castellón   | 1 – 0 | Real Oviedo          | Nuevo Castalia                      | 3 de abril | 18:15 | 0 | de la Fuente Ramos   | 7  | 0 |
| Sporting de Gijón | 1 – 2 | C. D. Mirandés       | El Molinón                          | 4 de abril | 14:00 | 0 | Gorostegui Fernández | 5  | 0 |
| Albacete Balompié | 0 – 3 | R. C. D. Espanyol    | Carlos Belmonte                     | 4 de abril | 16:00 | 0 | López Toca           | 4  | 0 |
| C. D. Leganés     | 2 – 1 | C. E. Sabadell F. C. | Butarque                            | 4 de abril | 18:15 | 0 | Sánchez López        | 4  | 0 |
| C. D. Lugo        | 0 – 1 | Málaga C. F.         | Anxo Carro                          | 4 de abril | 18:15 | 0 | Gálvez Rascón        | 5  | 0 |
| U. D. Las Palmas  | 1 – 1 | R. C. D. Mallorca    | Gran Canaria                        | 4 de abril | 20:30 | 0 | González Esteban     | 3  | 0 |
| F. C. Cartagena   | 2 – 1 | A. D. Alcorcón       | Cartagonova                         | 5 de abril | 19:00 | 0 | Milla Alvendiz       | 9  | 1 |
| C. F. Fuenlabrada | 0 – 1 | Real Zaragoza        | Fernando Torres                     | 5 de abril | 21:00 | 0 | Ais Reig             | 3  | 0 |

| C. D. Tenerife       | 1 – 0 | Sporting de Gijón | Heliodoro Rodríguez López | 9 de abril  | 21:00 | 0 | Galech Apezteguía   | 5 | 0 |
| S. D. Ponferradina   | 0 – 0 | C. F. Fuenlabrada | El Toralín                | 10 de abril | 14:00 | 0 | Ávalos Barrera      | 3 | 0 |
| Real Oviedo          | 0 – 0 | U. D. Las Palmas  | Carlos Tartiere           | 10 de abril | 16:00 | 0 | Hernández Maeso     | 5 | 1 |
| Rayo Vallecano       | 2 – 1 | Girona F. C.      | Vallecas                  | 10 de abril | 18:15 | 0 | Pulido Santana      | 6 | 0 |
| Málaga C. F.         | 2 – 0 | Albacete Balompié | La Rosaleda               | 11 de abril | 14:00 | 0 | Trujillo Suárez     | 3 | 0 |
| Real Zaragoza        | 2 – 1 | U. D. Almería     | La Romareda               | 11 de abril | 16:00 | 0 | Ortiz Arias         | 9 | 0 |
| R. C. D. Mallorca    | 2 – 0 | C. D. Lugo        | Son Moix                  | 11 de abril | 18:15 | 0 | Ocón Arráiz         | 5 | 0 |
| C. D. Mirandés       | 0 – 1 | U. D. Logroñés    | Anduva                    | 11 de abril | 18:15 | 0 | Sagués Oscoz        | 3 | 0 |
| C. E. Sabadell F. C. | 1 – 1 | F. C. Cartagena   | Nova Creu Alta            | 11 de abril | 18:15 | 0 | Moreno Aragón       | 4 | 1 |
| R. C. D. Espanyol    | 2 – 1 | C. D. Leganés     | RCDE Stadium              | 11 de abril | 21:00 | 0 | Iglesias Villanueva | 3 | 0 |
| A. D. Alcorcón       | 2 – 1 | C. D. Castellón   | Santo Domingo             | 12 de abril | 21:00 | 0 | Prieto Iglesias     | 7 | 0 |

| C. F. Fuenlabrada | 2 – 2 | C. E. Sabadell F. C. | Fernando Torres                     | 16 de abril | 19:00 | 0 | González Esteban     | 1 | 0 |
| Girona F. C.      | 3 – 0 | Real Zaragoza        | Montilivi                           | 16 de abril | 21:00 | 0 | López Toca           | 6 | 0 |
| C. D. Lugo        | 1 – 3 | A. D. Alcorcón       | Anxo Carro                          | 17 de abril | 14:00 | 0 | Vicandi Garrido      | 1 | 0 |
| C. D. Castellón   | 1 – 0 | R. C. D. Mallorca    | Nuevo Castalia                      | 17 de abril | 16:00 | 0 | Milla Alvendiz       | 8 | 0 |
| U. D. Las Palmas  | 1 – 1 | Málaga C. F.         | Gran Canaria                        | 17 de abril | 18:15 | 0 | Gorostegui Fernández | 6 | 0 |
| Sporting de Gijón | 0 – 1 | Real Oviedo          | El Molinón                          | 17 de abril | 18:15 | 0 | Ortiz Arias          | 3 | 0 |
| Albacete Balompié | 1 – 0 | C. D. Mirandés       | Carlos Belmonte                     | 18 de abril | 14:00 | 0 | Muñiz Ruiz           | 2 | 0 |
| U. D. Logroñés    | 0 – 0 | Rayo Vallecano       | Las Gaunas                          | 18 de abril | 14:00 | 0 | Arcediano Monescillo | 5 | 0 |
| F. C. Cartagena   | 0 – 0 | C. D. Tenerife       | Cartagonova                         | 18 de abril | 18:15 | 0 | de la Fuente Ramos   | 7 | 0 |
| C. D. Leganés     | 1 – 1 | S. D. Ponferradina   | Butarque                            | 19 de abril | 19:00 | 0 | Ais Reig             | 9 | 0 |
| U. D. Almería     | 1 – 1 | R. C. D. Espanyol    | Estadio de los Juegos Mediterráneos | 19 de abril | 21:00 | 0 | Gálvez Rascón        | 2 | 0 |

| Real Zaragoza        | 0 - 0 | Sporting de Gijón | La Romareda               | 23 de abril | 21:00 | 0 | Prieto Iglesias     | 4  | 0 |
| U. D. Logroñes       | 0 – 1 | F. C. Cartagena   | Las Gaunas                | 24 de abril | 16:00 | 0 | Trujillo Suárez     | 5  | 2 |
| Málaga C. F.         | 0 – 1 | C. F. Fuenlabrada | La Rosaleda               | 24 de abril | 16:00 | 0 | Iglesias Villanueva | 4  | 0 |
| R. C. D. Espanyol    | 4 – 0 | U. D. Las Palmas  | RCDE Stadium              | 24 de abril | 18:15 | 0 | Moreno Aragón       | 6  | 0 |
| S. D. Ponferradina   | 2 – 0 | C. D. Lugo        | El Toralín                | 24 de abril | 20:30 | 0 | Pulido Santana      | 6  | 0 |
| Real Oviedo          | 0 – 1 | Girona F. C.      | Carlos Tartiere           | 25 de abril | 14:00 | 0 | Sagués Oscoz        | 5  | 1 |
| C. D. Mirandés       | 1 – 1 | U. D. Almería     | Anduva                    | 25 de abril | 16:00 | 0 | Hernández Maeso     | 7  | 0 |
| A. D. Alcorcón       | 1 – 2 | C. D. Leganés     | Santo Domingo             | 25 de abril | 18:15 | 0 | Ávalos Barrera      | 10 | 0 |
| C. D. Tenerife       | 1 – 1 | C. D. Castellón   | Heliodoro Rodríguez López | 25 de abril | 20:30 | 0 | Sánchez López       | 6  | 1 |
| Rayo Vallecano       | 2 – 2 | Albacete Balompié | Vallecas                  | 26 de abril | 19:00 | 0 | Ocón Arráiz         | 9  | 0 |
| C. E. Sabadell F. C. | 1 – 0 | R. C. D. Mallorca | Nova Creu Alta            | 26 de abril | 21:00 | 0 | Galech Apezteguía   | 3  | 1 |

| C. D. Lugo           | 2 – 2 | Real Zaragoza      | Anxo Carro                          | 30 de abril | 21:00 | 0 | Arcediano Monescillo | 4 | 0 |
| Girona F. C.         | 1 – 0 | C. D. Tenerife     | Montilivi                           | 1 de mayo   | 16:00 | 0 | Gorostegui Fernández | 4 | 0 |
| U. D. Almería        | 2 – 2 | Real Oviedo        | Estadio de los Juegos Mediterráneos | 1 de mayo   | 18:15 | 0 | Ais Reig             | 5 | 0 |
| R. C. D. Mallorca    | 2 – 1 | C. D. Mirandés     | Son Moix                            | 1 de mayo   | 18:15 | 0 | López Toca           | 6 | 0 |
| C. F. Fuenlabrada    | 2 – 1 | F. C. Cartagena    | Fernando Torres                     | 2 de mayo   | 14:00 | 0 | Muñiz Ruiz           | 2 | 2 |
| R. C. D. Espanyol    | 3 – 0 | Málaga C. F.       | RCDE Stadium                        | 2 de mayo   | 16:00 | 0 | Ortiz Arias          | 4 | 0 |
| C. D. Castellón      | 0 – 0 | U. D. Logroñés     | Nuevo Castalia                      | 2 de mayo   | 18:15 | 0 | Gálvez Rascón        | 2 | 0 |
| C. D. Leganés        | 0 – 0 | Sporting de Gijón  | Butarque                            | 2 de mayo   | 18:15 | 0 | Milla Alvendiz       | 6 | 0 |
| U. D. Las Palmas     | 2 – 0 | S. D. Ponferradina | Gran Canaria                        | 2 de mayo   | 20:30 | 0 | Vicandi Garrido      | 1 | 0 |
| C. E. Sabadell F. C. | 2 – 0 | Rayo Vallecano     | Nova Creu Alta                      | 3 de mayo   | 19:00 | 0 | de la Fuente Ramos   | 6 | 1 |
| Albacete Balompié    | 0 – 1 | A. D. Alcorcón     | Carlos Belmonte                     | 3 de mayo   | 21:00 | 0 | González Esteban     | 4 | 2 |

| C. D. Tenerife     | 0 – 1 | U. D. Almería        | Heliodoro Rodríguez López | 7 de mayo  | 21:00 | 0 | Moreno Aragón       | 5 | 1 |
| S. D. Ponferradina | 0 – 1 | Albacete Balompié    | El Toralín                | 8 de mayo  | 18:15 | 0 | Galech Apezteguía   | 7 | 1 |
| Real Zaragoza      | 0 – 0 | R. C. D. Espanyol    | La Romareda               | 8 de mayo  | 18:15 | 0 | Pulido Santana      | 3 | 0 |
| A. D. Alcorcón     | 0 – 0 | U. D. Las Palmas     | Santo Domingo             | 8 de mayo  | 20:30 | 0 | Iglesias Villanueva | 4 | 0 |
| Málaga C. F.       | 1 – 1 | R. C. D. Mallorca    | La Rosaleda               | 8 de mayo  | 21:00 | 0 | Hernández Maeso     | 5 | 0 |
| C. D. Mirandés     | 2 – 1 | C. F. Fuenlabrada    | Anduva                    | 9 de mayo  | 14:00 | 0 | Prieto Iglesias     | 7 | 0 |
| Real Oviedo        | 2 – 1 | C. E. Sabadell F. C. | Carlos Tartiere           | 9 de mayo  | 16:00 | 0 | Ocón Arráiz         | 5 | 0 |
| F. C. Cartagena    | 1 – 0 | C. D. Castellón      | Cartagonova               | 9 de mayo  | 18:15 | 0 | Ávalos Barrera      | 3 | 0 |
| U. D. Logroñés     | 1 – 4 | Girona F. C.         | Las Gaunas                | 9 de mayo  | 18:15 | 0 | Sánchez López       | 6 | 0 |
| Rayo Vallecano     | 1 – 1 | C. D. Leganés        | Vallecas                  | 10 de mayo | 19:00 | 0 | Trujillo Suárez     | 6 | 0 |
| Sporting de Gijón  | 1 – 0 | C. D. Lugo           | El Molinón                | 10 de mayo | 21:00 | 0 | Sagués Oskoz        | 4 | 0 |

| R. C. D. Espanyol    | 0 – 2 | F. C. Cartagena    | RCDE Stadium                        | 14 de mayo | 21:00 | 0    | Vicandi Garrido      | 2  | 0 |
| C. D. Castellón      | 0 – 2 | S. D. Ponferradina | Nuevo Castalia                      | 15 de mayo | 16:00 | 2640 | Trujillo Suárez      | 4  | 0 |
| C. D. Lugo           | 2 – 1 | C. D. Mirandés     | Anxo Carro                          | 15 de mayo | 18:30 | 1700 | Ais Reig             | 6  | 0 |
| U. D. Las Palmas     | 0 – 2 | Real Zaragoza      | Gran Canaria                        | 15 de mayo | 20:45 | 0    | Gálvez Rascón        | 4  | 0 |
| U. D. Almería        | 1 – 1 | Albacete Balompié  | Estadio de los Juegos Mediterráneos | 15 de mayo | 21:30 | 0    | Ortiz Arias          | 7  | 1 |
| C. E. Sabadell F. C. | 0 – 2 | C. D. Tenerife     | Nova Creu Alta                      | 16 de mayo | 14:00 | 0    | López Toca           | 7  | 0 |
| C. F. Fuenlabrada    | 1 – 2 | Rayo Vallecano     | Fernando Torres                     | 16 de mayo | 16:00 | 0    | Milla Alvendiz       | 10 | 1 |
| R. C. D. Mallorca    | 2 – 0 | A. D. Alcorcón     | Son Moix                            | 16 de mayo | 20:45 | 4086 | Arcediano Monescillo | 6  | 0 |
| C. D. Leganés        | 3 – 0 | U. D. Logroñés     | Butarque                            | 16 de mayo | 21:30 | 0    | González Esteban     | 2  | 0 |
| Real Oviedo          | 1 – 0 | Málaga C. F.       | Carlos Tartiere                     | 17 de mayo | 19:00 | 0    | De la Fuente Ramos   | 9  | 0 |
| Girona F. C.         | 1 – 0 | Sporting de Gijón  | Montilivi                           | 17 de mayo | 21:00 | 0    | Muñiz Ruiz           | 4  | 0 |

| F. C. Cartagena    | 3 – 2 | U. D. Almería        | Cartagonova               | 18 de mayo | 19:00 | 2240 | Iglesias Villanueva | 8 | 0 |
| Albacete Balompié  | 1 – 1 | C. D. Lugo           | Carlos Belmonte           | 18 de mayo | 21:30 | 0    | Trujillo Suárez     | 6 | 0 |
| S. D. Ponferradina | 1 – 4 | R. C. D. Espanyol    | El Toralín                | 18 de mayo | 21:30 | 0    | Sánchez López       | 6 | 0 |
| A. D. Alcorcón     | 2 – 0 | C. E. Sabadell F. C. | Santo Domingo             | 19 de mayo | 19:00 | 0    | Prieto Iglesias     | 3 | 0 |
| U. D. Logroñés     | 1 – 0 | C. F. Fuenlabrada    | Las Gaunas                | 19 de mayo | 19:00 | 0    | Sagués Oscoz        | 5 | 0 |
| C. D. Mirandés     | 0 – 0 | C. D. Leganés        | Anduva                    | 19 de mayo | 21:30 | 0    | Pulido Santana      | 0 | 0 |
| C. D. Tenerife     | 0 – 1 | R. C. D. Mallorca    | Heliodoro Rodríguez López | 19 de mayo | 21:30 | 0    | Ávalos Barrera      | 7 | 0 |
| Málaga C. F.       | 0 – 1 | Girona F. C.         | La Rosaleda               | 20 de mayo | 19:00 | 0    | Moreno Aragón       | 8 | 2 |
| Sporting de Gijón  | 1 – 0 | U. D. Las Palmas     | El Molinón                | 20 de mayo | 19:00 | 0    | Hernández Maeso     | 2 | 0 |
| Rayo Vallecano     | 4 – 1 | Real Oviedo          | Vallecas                  | 20 de mayo | 21:30 | 0    | Galech Apezteguía   | 3 | 0 |
| Real Zaragoza      | 3 – 0 | C. D. Castellón      | La Romareda               | 20 de mayo | 21:30 | 0    | Ocón Arráiz         | 2 | 0 |

| R. C. D. Espanyol    | 1 – 1 | C. D. Tenerife     | RCDE Stadium                        | 23 de mayo | 18:15 | 0    | De la Fuente Ramos   | 8 | 1 |
| R. C. D. Mallorca    | 2 – 1 | Real Zaragoza      | Son Moix                            | 23 de mayo | 18:15 | 0    | Gálvez Rascón        | 4 | 0 |
| Real Oviedo          | 1 – 1 | C. D. Mirandés     | Carlos Tartiere                     | 24 de mayo | 18:30 | 0    | Vicandi Garrido      | 4 | 0 |
| U. D. Almería        | 2 – 1 | U. D. Logroñés     | Estadio de los Juegos Mediterráneos | 24 de mayo | 21:00 | 0    | Hernández Maeso      | 2 | 0 |
| C. D. Castellón      | 0 – 2 | Rayo Vallecano     | Nuevo Castalia                      | 24 de mayo | 21:00 | 4650 | Arcediano Monescillo | 4 | 0 |
| Girona F. C.         | 1 – 0 | A. D. Alcorcón     | Montilivi                           | 24 de mayo | 21:00 | 0    | Sagués Oscoz         | 4 | 0 |
| C. F. Fuenlabrada    | 0 – 0 | Sporting de Gijón  | Fernando Torres                     | 24 de mayo | 21:00 | 0    | González Esteban     | 4 | 0 |
| U. D. Las Palmas     | 3 – 2 | Albacete Balompié  | Gran Canaria                        | 24 de mayo | 21:00 | 0    | Milla Alvendiz       | 5 | 0 |
| C. D. Leganés        | 1 – 0 | Málaga C. F.       | Butarque                            | 24 de mayo | 21:00 | 0    | Ávalos Barrera       | 5 | 0 |
| C. D. Lugo           | 2 – 1 | F. C. Cartagena    | Anxo Carro                          | 24 de mayo | 21:00 | 2134 | Ortiz Arias          | 5 | 0 |
| C. E. Sabadell F. C. | 2 – 0 | S. D. Ponferradina | Nova Creu Alta                      | 24 de mayo | 21:00 | 0    | Muñiz Ruiz           | 3 | 0 |

| C. D. Tenerife     | 2 – 2 | Real Oviedo           | Heliodoro Rodríguez López | 29 de mayo | 18:30 | 0    | Ocón Arráiz                 | 6 | 0 |
| Albacete Balompié  | 1 – 2 | C. F. Fuenlabrada     | Carlos Belmonte           | 30 de mayo | 18:30 | 0    | Gorostegui Fernández-Ortega | 3 | 0 |
| A. D. Alcorcón     | 1 – 0 | R. C. D. Espanyol (C) | Santo Domingo             | 30 de mayo | 21:00 | 0    | Galech Apezteguía           | 1 | 0 |
| F. C. Cartagena    | 1 – 1 | Girona F. C.          | Cartagonova               | 30 de mayo | 21:00 | 4531 | Trujillo Suárez             | 5 | 0 |
| U. D. Logroñés     | 0 – 1 | U. D. Las Palmas      | Las Gaunas                | 30 de mayo | 21:00 | 0    | Arcediano Monescillo        | 5 | 0 |
| Málaga C. F.       | 3 – 0 | C. D. Castellón       | La Rosaleda               | 30 de mayo | 21:00 | 0    | López Toca                  | 1 | 0 |
| C. D. Mirandés     | 0 – 2 | C. E. Sabadell F. C.  | Anduva                    | 30 de mayo | 21:00 | 0    | Iglesias Villanueva         | 1 | 0 |
| S. D. Ponferradina | 2 – 2 | R. C. D. Mallorca     | El Toralín                | 30 de mayo | 21:00 | 0    | Moreno Aragón               | 3 | 1 |
| Rayo Vallecano     | 0 – 1 | C. D. Lugo            | Vallecas                  | 30 de mayo | 21:00 | 0    | Pulido Santana              | 3 | 0 |
| Real Zaragoza      | 0 – 5 | C. D. Leganés         | La Romareda               | 30 de mayo | 21:00 | 0    | Sagués Oscoz                | 4 | 0 |
| Sporting de Gijón  | 0 – 2 | U. D. Almería         | El Molinón                | 30 de mayo | 21:00 | 4500 | Prieto Iglesias             | 0 | 0 |

### Tabla de resultados cruzados
| Local \ Visitante | ALB | ALC | ALM | CAR | CAS | ESP | FUE | GIR | LPA | LEG | LOG | LUG | MGA | MAL | MIR | OVI | PON | RAY | SAB | SPO | TEN | ZAR |
| ----------------- | --- | --- | --- | --- | --- | --- | --- | --- | --- | --- | --- | --- | --- | --- | --- | --- | --- | --- | --- | --- | --- | --- |
| Albacete          | —   | 0–1 | 1–2 | 2–0 | 0–1 | 0–3 | 1–2 | 0–2 | 1–1 | 0–0 | 1–1 | 1–1 | 1–1 | 0–1 | 1–0 | 1–1 | 0–2 | 2–1 | 3–0 | 0–1 | 0–2 | 1–0 |
| Alcorcón          | 1–2 | —   | 0–1 | 2–1 | 2–1 | 1–0 | 0–3 | 1–0 | 0–0 | 1–2 | 1–0 | 1–0 | 0–1 | 0–2 | 4–0 | 1–1 | 0–1 | 0–3 | 2–0 | 1–2 | 2–0 | 0–3 |
| Almería           | 1–1 | 0–0 | —   | 1–1 | 3–1 | 1–1 | 3–0 | 0–0 | 3–1 | 1–1 | 2–1 | 4–1 | 3–1 | 0–1 | 2–1 | 2–2 | 3–1 | 0–1 | 2–2 | 0–1 | 2–0 | 1–0 |
| Cartagena         | 3–1 | 2–1 | 3–2 | —   | 1–0 | 1–3 | 1–1 | 1–1 | 3–0 | 1–0 | 0–1 | 2–1 | 1–1 | 1–2 | 0–2 | 2–0 | 1–1 | 2–2 | 1–2 | 0–1 | 0–0 | 1–1 |
| Castellón         | 3–0 | 0–2 | 1–2 | 2–1 | —   | 1–3 | 1–2 | 0–1 | 4–0 | 2–0 | 0–0 | 0–1 | 0–1 | 1–0 | 0–1 | 1–0 | 0–2 | 0–2 | 2–1 | 2–0 | 0–1 | 1–0 |
| Espanyol          | 3–0 | 1–0 | 2–1 | 0–2 | 2–0 | —   | 4–0 | 1–2 | 4–0 | 2–1 | 4–0 | 2–1 | 3–0 | 0–0 | 2–0 | 1–1 | 2–0 | 2–3 | 1–0 | 2–0 | 1–1 | 2–0 |
| Fuenlabrada       | 1–0 | 0–0 | 1–1 | 2–1 | 1–1 | 1–1 | —   | 1–1 | 1–2 | 0–0 | 0–0 | 2–0 | 0–2 | 4–1 | 0–1 | 2–2 | 1–1 | 1–2 | 2–2 | 0–0 | 1–1 | 0–1 |
| Girona            | 2–1 | 1–0 | 0–1 | 2–1 | 2–1 | 1–0 | 0–1 | —   | 1–1 | 0–2 | 2–0 | 1–1 | 0–1 | 0–1 | 1–0 | 1–0 | 3–1 | 0–0 | 0–0 | 1–0 | 1–0 | 3–0 |
| Las Palmas        | 3–2 | 0–0 | 2–0 | 2–0 | 2–1 | 1–0 | 3–3 | 1–2 | —   | 2–1 | 2–1 | 6–1 | 1–1 | 1–1 | 0–2 | 1–2 | 2–0 | 1–1 | 0–1 | 3–2 | 1–0 | 0–2 |
| Leganés           | 3–1 | 1–0 | 2–1 | 3–1 | 0–0 | 2–0 | 0–2 | 0–1 | 1–0 | —   | 3–0 | 3–2 | 1–0 | 0–1 | 1–0 | 2–1 | 1–1 | 1–0 | 2–1 | 0–0 | 1–0 | 1–0 |
| Logroñés          | 2–0 | 1–0 | 1–0 | 0–1 | 1–1 | 0–3 | 1–0 | 1–4 | 0–1 | 0–1 | —   | 2–3 | 0–1 | 0–1 | 2–1 | 0–0 | 1–2 | 0–0 | 1–0 | 0–4 | 1–0 | 1–1 |
| Lugo              | 1–0 | 1–3 | 0–2 | 2–1 | 0–0 | 1–1 | 0–0 | 3–0 | 1–1 | 2–1 | 1–1 | —   | 0–1 | 0–1 | 2–1 | 0–0 | 1–0 | 1–0 | 0–1 | 0–0 | 2–0 | 2–2 |
| Málaga            | 2–0 | 1–0 | 0–3 | 1–2 | 3–0 | 0–3 | 0–1 | 0–1 | 0–0 | 1–2 | 0–0 | 2–2 | —   | 1–1 | 1–1 | 1–1 | 0–2 | 2–0 | 2–0 | 1–0 | 1–1 | 1–2 |
| Mallorca          | 0–0 | 2–0 | 2–0 | 2–1 | 3–1 | 1–2 | 2–3 | 1–0 | 0–1 | 1–0 | 4–0 | 2–0 | 3–1 | —   | 2–1 | 0–0 | 3–0 | 0–1 | 1–0 | 0–0 | 2–0 | 2–1 |
| Mirandés          | 0–2 | 0–0 | 1–1 | 4–1 | 1–1 | 2–2 | 2–1 | 3–3 | 2–0 | 0–0 | 0–1 | 0–0 | 1–0 | 0–0 | —   | 1–1 | 0–1 | 0–2 | 0–2 | 1–0 | 0–0 | 1–0 |
| Oviedo            | 0–1 | 1–1 | 1–2 | 0–0 | 4–0 | 0–2 | 1–1 | 0–1 | 0–0 | 1–3 | 2–3 | 3–1 | 1–0 | 2–2 | 1–1 | —   | 1–1 | 0–0 | 2–1 | 1–0 | 4–2 | 1–0 |
| Ponferradina      | 0–1 | 2–0 | 2–1 | 0–2 | 1–2 | 1–4 | 0–0 | 1–1 | 0–0 | 3–2 | 2–2 | 2–0 | 1–1 | 2–2 | 1–0 | 1–0 | —   | 3–0 | 0–3 | 2–2 | 1–0 | 2–1 |
| Rayo Vallecano    | 2–2 | 2–1 | 0–1 | 0–0 | 2–1 | 1–0 | 2–0 | 2–1 | 2–0 | 1–1 | 2–1 | 0–1 | 4–0 | 1–3 | 0–1 | 4–1 | 1–1 | —   | 2–1 | 0–1 | 0–1 | 3–2 |
| Sabadell          | 0–0 | 1–1 | 1–2 | 1–1 | 1–1 | 0–1 | 1–2 | 2–2 | 3–1 | 1–0 | 0–0 | 1–1 | 1–2 | 1–0 | 0–2 | 0–1 | 2–0 | 2–0 | —   | 1–1 | 0–2 | 1–1 |
| Sporting          | 0–0 | 0–0 | 0–2 | 0–0 | 1–0 | 1–1 | 2–1 | 2–0 | 1–0 | 1–1 | 1–0 | 1–0 | 1–0 | 2–0 | 1–2 | 0–1 | 2–1 | 1–1 | 3–1 | —   | 1–1 | 1–0 |
| Tenerife          | 2–0 | 3–1 | 0–1 | 3–0 | 1–1 | 0–0 | 1–1 | 2–0 | 1–1 | 0–0 | 0–1 | 1–1 | 2–0 | 0–1 | 1–2 | 2–2 | 1–0 | 1–0 | 1–2 | 1–0 | —   | 1–0 |
| Zaragoza          | 1–0 | 0–1 | 2–1 | 0–0 | 3–0 | 0–0 | 1–0 | 2–2 | 2–2 | 0–5 | 2–0 | 1–0 | 1–2 | 0–0 | 1–0 | 1–2 | 1–0 | 1–2 | 0–0 | 0–0 | 1–0 | —   |

## Playoff de ascenso a Primera División

### Clasificados
- C. D. Leganés
- U. D. Almería
- Girona F. C.
- Rayo Vallecano

### Cuadro
|  | Semifinales          | Semifinales | Semifinales          |   |                    | Final | Final | Final |  |
|  |                      |             |                      |   |                    |       |       |       |  |
|  |                      |             |                      |   |                    |       |       |       |  |
|  | U. D. Almería (4.º)  | 0           | 0                    |   |                    |       |       |       |  |
|  | U. D. Almería (4.º)  | 0           | 0                    |   |                    |       |       |       |  |
|  | Girona F. C. (5.º)   | 3           | 0                    |   |                    |       |       |       |  |
|  | Girona F. C. (5.º)   | 3           | 0                    |   | Girona F. C. (5.º) | 2     | 0     |       |  |
|  |                      |             |                      |   | Girona F. C. (5.º) | 2     | 0     |       |  |
|  |                      |             | Rayo Vallecano (6.º) | 1 | 2                  |       |       |       |  |
|  | C. D. Leganés (3.º)  | 0           | Rayo Vallecano (6.º) | 1 | 2                  | 1     |       |       |  |
|  | C. D. Leganés (3.º)  | 0           |                      |   |                    | 1     |       |       |  |
|  | Rayo Vallecano (6.º) | 3           | 2                    |   |                    |       |       |       |  |
|  | Rayo Vallecano (6.º) | 3           | 2                    |   |                    |       |       |       |  |
|  |                      |             |                      |   |                    |       |       |       |  |

### Semifinales

#### C. D. Leganésvs.Rayo Vallecano
| Ida; 3 de junio de 2021, 21:00 | Rayo Vallecano              | 3:0 (0:0) | C. D. Leganés | Estadio de Vallecas, Madrid                             |                                                         |
|                                | García 73' · Bebé 76' 90+4' | Reporte   |               | Asistencia: 847 espectadores Árbitro(s): Milla Alvendiz | Asistencia: 847 espectadores Árbitro(s): Milla Alvendiz |

| Vuelta; 6 de junio de 2021, 21:00 | C. D. Leganés | 1:2 (1:0) (Global 1:5) | Rayo Vallecano            | Municipal de Butarque, Leganés                       |                                                      |
|                                   | Ibáñez 11'    | Reporte                | 67' González · 80' García | Asistencia: 1346 espectadores Árbitro(s): López Toca | Asistencia: 1346 espectadores Árbitro(s): López Toca |

| Pasa a la final Rayo Vallecano |

#### U. D. Almeríavs.Girona F. C.
| Ida; 2 de junio de 2021, 21:00 | Girona F. C.                       | 3:0 (2:0) | U. D. Almería | Municipal de Montilivi, Gerona                       |                                                      |
|                                | Bárcenas 2' · Couto 5' · Sylla 65' | Reporte   |               | Asistencia: 1500 espectadores Árbitro(s): Muñiz Ruiz | Asistencia: 1500 espectadores Árbitro(s): Muñiz Ruiz |

| Vuelta; 5 de junio de 2021, 21:00 | U. D. Almería | 0:0 (Global 0:3) | Girona F. C. | Estadio de los Juegos Mediterráneos, Almería          |                                                       |
|                                   |               | Reporte          |              | Asistencia: 1500 espectadores Árbitro(s): Ortiz Arias | Asistencia: 1500 espectadores Árbitro(s): Ortiz Arias |

| Pasa a la final Girona F. C. |

### Final

#### Girona F. C.vs.Rayo Vallecano
| Ida; 13 de junio de 2021, 21:00 | Rayo Vallecano | 1:2 (1:1) | Girona F. C.              | Estadio de Vallecas, Madrid                              |                                                          |
|                                 | Palazón 6'     | Reporte   | 41' Franquesa · 46' Sylla | Asistencia: 1500 espectadores Árbitro(s): Pulido Santana | Asistencia: 1500 espectadores Árbitro(s): Pulido Santana |

| Vuelta; 20 de junio de 2021, 21:00 | Girona F. C. | 0:2 (0:2) (Global 2:3) | Rayo Vallecano          | Municipal de Montilivi, Gerona  |                                 |
|                                    |              | Reporte                | 7' García · 45+1' Trejo | Árbitro(s): Iglesias Villanueva | Árbitro(s): Iglesias Villanueva |

| Asciende a Primera División Rayo Vallecano |

## Cobertura audiovisual
| Canal              | Canal | Número de partidos                                      | Tipo de elección                               |
| ------------------ | ----- | ------------------------------------------------------- | ---------------------------------------------- |
| #Vamos             |       | 2 por jornada                                           | 1ª elección                                    |
| Gol                |       | 2 por jornada                                           | 2ª elección                                    |
| Movistar LaLiga    |       | 11 por jornada (todos en directo excepto los de #Vamos) | 3ª elección                                    |
| Televisión Canaria |       | 1 partido por jornada                                   | 1ª elección, incluye siempre un equipo canario |

## Estadísticas

### Máximos goleadores
| Pos. | Jugador       | Equipo                 | Goles | Partidos | Penaltis |
| ---- | ------------- | ---------------------- | ----- | -------- | -------- |
| 1º   | Raúl de Tomás | R. C. D. Espanyol      | 23    | 36       | 4        |
| 2º   | Uroš Đurđević | Real Sporting de Gijón | 22    | 37       | 3        |
| 3º   | Umar Sadiq    | U. D. Almería          | 20    | 37       | 2        |
| 4º   | Rubén Castro  | F. C. Cartagena        | 19    | 39       | 3        |
| 5º   | Javi Puado    | R. C. D. Espanyol      | 12    | 36       | 1        |
| -    | Manu Barreiro | Club Deportivo Lugo    | 12    | 37       | 8        |
| -    | José Corpas   | U.D. Almería           | 12    | 39       | 5        |
| 8º   | Sergio Araujo | U.D. Las Palmas        | 11    | 29       | 0        |
| -    | Stoichkov     | C. E. Sabadell F. C.   | 11    | 37       | 2        |
| -    | Yuri de Souza | S.D. Ponferradina      | 11    | 40       | 5        |

### Récords
- Primer gol de la temporada: Jornada 1, Juanto del C. D. Castellón vs. S. D. Ponferradina. (12 de septiembre de 2020)
- Gol más tempranero: 10 segundos : Landry Dimata del Real Club Deportivo Espanyol vs. Sociedad Deportiva Ponferradina. (18 de mayo de 2021)

- Gol más tardío: 100 minutos: Juan Muñoz del U. D. Las Palmas vs. C. D. Leganés. (27 de marzo de 2021)

- Mayor número de goles marcados en un partido: 7 goles: U. D. Las Palmas vs. C. D. Lugo (6–1) (1 de abril de 2021)

- Mayor victoria local: (6–1) U. D. Las Palmas vs. C. D. Lugo (1 de abril de 2021)

- Mayor victoria visitante: (0–5) Real Zaragoza vs.  C. D. Leganés (30 de mayo de 2021)

### Disciplina
- Equipo con más tarjetas amarillas:  (124) U. D. Almería

- Jugador con más tarjetas amarillas: (17) Edgar González (Real Oviedo)

- Equipo con más tarjetas rojas: (12) Girona F. C.

- Jugador con más tarjetas rojas: (4) Pathé Ciss (C. F. Fuenlabrada)

- Equipo con más faltas recibidas: (759) Rayo Vallecano

- Jugador con más faltas recibidas: (107) Óscar Trejo (Rayo Vallecano)

- Equipo con más faltas cometidas: (742) Girona F. C.

- Jugador con más faltas cometidas: (72) Óscar Trejo (Rayo Vallecano)

### Tripletes o más
A continuación se detallan los tripletes conseguidos a lo largo de la temporada.
| Fecha      | Jugador       | Goles           | Local             |                                   | Resultado |                                   | Visitante          | Rep.       |
| ---------- | ------------- | --------------- | ----------------- | --------------------------------- | --------- | --------------------------------- | ------------------ | ---------- |
| 24/10/2020 | José Corpas   | 42' 64' 76'     | U. D. Almería     | Bandera de Andalucía              | 3 – 0     | Bandera de la Comunidad de Madrid | C. F. Fuenlabrada  | Jornada 8  |
| 8/11/2020  | Sekou Gassama | 10' 52' 60'     | A. D. Alcorcón    | Bandera de la Comunidad de Madrid | 0 – 3     | Bandera de la Comunidad de Madrid | C. F. Fuenlabrada  | Jornada 11 |
| 3/1/2021   | Sadiq Umar    | 2' 21' 29'      | U. D. Almería     | Bandera de Andalucía              | 3 – 1     | Bandera de Castilla y León        | S. D. Ponferradina | Jornada 20 |
| 6/2/2021   | Uroš Đurđević | 14' 45' 74' 82' | U. D. Logroñés    | Bandera de La Rioja (España)      | 0 – 4     | Bandera de Asturias               | Sporting de Gijón  | Jornada 24 |
| 1/4/2021   | Rober         | 35' 57' 88'     | U. D. Las Palmas  | Bandera de Canarias               | 6 – 1     | Bandera de Galicia                | C. D. Lugo         | Jornada 32 |
| 24/4/2021  | Javi Puado    | 9' 14' 23'      | R. C. D. Espanyol | Bandera de Cataluña               | 4 – 0     | Bandera de Canarias               | U. D. Las Palmas   | Jornada 36 |

### Autogoles
A continuación se detallan los autogoles marcados a lo largo de la temporada.
| Fecha      | Jugador           | Minuto     | Local                  |                                    | Resultado |                                   | Visitante         | Rep.       |
| ---------- | ----------------- | ---------- | ---------------------- | ---------------------------------- | --------- | --------------------------------- | ----------------- | ---------- |
| 26/9/2020  | Claudio Mendes    | 1 - 0, 19' | Real Zaragoza          | Bandera de Aragón                  | 2 – 2     | Bandera de Canarias               | U. D. Las Palmas  | Jornada 3  |
| 27/9/2020  | Nikola Šipčić     | 0 - 1, 18' | C. D. Tenerife         | Bandera de Canarias                | 1 – 2     | Bandera de Castilla y León        | C. D. Mirandés    | Jornada 3  |
| 3/10/2020  | Juande            | 2 - 0, 21' | Rayo Vallecano         | Bandera de la Comunidad de Madrid  | 4 – 0     | Bandera de Andalucía              | Malaga C. F.      | Jornada 4  |
| 4/10/2020  | Miquel            | 1 - 0, 31' | C. D. Castellón        | Bandera de la Comunidad Valenciana | 2 – 0     | Bandera de la Comunidad de Madrid | C. D. Leganés     | Jornada 4  |
| 28/10/2020 | Bobadilla         | 1 - 0, 5'  | Real Oviedo            | Bandera de Asturias                | 2 – 3     | Bandera de La Rioja (España)      | U. D. Logroñés    | Jornada 9  |
| 8/11/2020  | Cristian Álvarez  | 1 - 0, 15' | C. D. Tenerife         | Bandera de Canarias                | 1 – 0     | Bandera de Aragón                 | Real Zaragoza     | Jornada 11 |
| 13/11/2020 | Bolaño            | 1 - 0, 26' | Real Zaragoza          | Bandera de Aragón                  | 1 – 2     | Bandera de Asturias               | Real Oviedo       | Jornada 12 |
| 15/11/2020 | Adrián Ortolá     | 1 – 0, 48' | U. D. Las Palmas       | Bandera de Canarias                | 1 – 0     | Bandera de Canarias               | C. D. Tenerife    | Jornada 12 |
| 16/11/2020 | Fran García       | 1 – 0, 77' | Real Sporting de Gijón | Bandera de Asturias                | 1 – 1     | Bandera de la Comunidad de Madrid | Rayo Vallecano    | Jornada 12 |
| 21/11/2020 | Juande Rivas      | 0 – 1, 33' | Málaga C. F.           | Bandera de Andalucía               | 1 – 2     | Bandera de la Comunidad de Madrid | C. D. Leganés     | Jornada 13 |
| 22/11/2020 | Antonio Sola      | 1 – 0, 61' | S. D. Ponferradina     | Bandera de Castilla y León         | 2 – 1     | Bandera de Aragón                 | Real Zaragoza     | Jornada 13 |
| 25/11/2020 | Aythami Artiles   | 0 – 1, 18' | U. D. Las Palmas       | Bandera de Canarias                | 0 – 2     | Bandera de Castilla y León        | C. D. Mirandés    | Jornada 14 |
| 28/11/2020 | Adrián Diéguez    | 1 – 0, 2'  | C. E. Sabadell         | Bandera de Cataluña                | 1 – 2     | Bandera de la Comunidad de Madrid | C. F. Fuenlabrada | Jornada 15 |
| 28/11/2020 | Óscar Rubio       | 1 – 2, 88' | C. E. Sabadell         | Bandera de Cataluña                | 1 – 2     | Bandera de la Comunidad de Madrid | C. F. Fuenlabrada | Jornada 15 |
| 29/11/2020 | Óscar Sielva      | 2 – 2, 39' | S. D. Ponferradina     | Bandera de Castilla y León         | 3 – 2     | Bandera de la Comunidad de Madrid | C. D. Leganés     | Jornada 15 |
| 5/12/2020  | Unai Medina       | 2 – 1, 26' | Rayo Vallecano         | Bandera de la Comunidad de Madrid  | 2 – 1     | Bandera de La Rioja (España)      | U. D. Logroñés    | Jornada 17 |
| 6/12/2020  | Ivan Kecojević    | 0 – 1, 66' | Albacete Balompié      | Bandera de Castilla-La Mancha      | 0 – 2     | Bandera de Cataluña               | Girona C. F.      | Jornada 17 |
| 13/12/2020 | Carlos David      | 1 – 2, 83' | F. C. Cartagena        | Bandera de la Región de Murcia     | 1 – 2     | Bandera de Cataluña               | C. E. Sabadell    | Jornada 18 |
| 2/1/2021   | David Fernández   | 2 – 1, 86' | Rayo Vallecano         | Bandera de la Comunidad de Madrid  | 2 – 1     | Bandera de la Comunidad de Madrid | A. D. Alcorcón    | Jornada 20 |
| 31/1/2021  | Bruno Wilson      | 0 – 1, 83' | C. D. Tenerife         | Bandera de la Región de Murcia     | 1 – 1     | Bandera de la Comunidad de Madrid | C. F. Fuenlabrada | Jornada 23 |
| 22/2/2021  | Rubén Pulido      | 1 – 2, 86' | C. F. Fuenlabrada      | Bandera de la Comunidad de Madrid  | 2 – 2     | Bandera de Asturias               | Real Oviedo       | Jornada 26 |
| 22/2/2021  | Cristian Álvarez  | 0 – 1, 65' | Real Zaragoza          | Bandera de la Región de Murcia     | 0 – 1     | Bandera de la Comunidad de Madrid | A. D. Alcorcón    | Jornada 26 |
| 12/3/2021  | Álvaro García     | 0 – 2, 29' | Rayo Vallecano         | Bandera de la Comunidad de Madrid  | 3 – 2     | Bandera de Aragón                 | Real Zaragoza     | Jornada 29 |
| 13/3/2021  | Pierre Cornud     | 1 – 0, 3'  | C. D. Castellón        | Bandera de la Comunidad Valenciana | 2 – 1     | Bandera de Cataluña               | C. E. Sabadell    | Jornada 29 |
| 3/4/2021   | Alejandro Arribas | 1 – 0, 67' | C. D. Castellón        | Bandera de la Comunidad Valenciana | 1 – 0     | Bandera de Asturias               | Real Oviedo       | Jornada 33 |
| 16/4/2021  | Cristóbal Márquez | 2 – 2, 70' | C. F. Fuenlabrada      | Bandera de la Comunidad de Madrid  | 2 – 2     | Bandera de Cataluña               | C. E. Sabadell    | Jornada 35 |
| 16/4/2021  | Josu Ozkoidi      | 1 – 0, 33' | A. D. Alcorcón         | Bandera de la Comunidad de Madrid  | 2 – 0     | Bandera de Cataluña               | C. E. Sabadell    | Jornada 40 |
| 20/4/2021  | Lucas Ahijado     | 4 – 1, 70' | Rayo Vallecano         | Bandera de la Comunidad de Madrid  | 4 – 1     | Bandera de Asturias               | Real Oviedo       | Jornada 40 |

### Galardones mensuales
La Liga de Fútbol Profesional entrega unos premios mensuales a los mejores jugadores y entrenadores del mes, a través de su principal patrocinador, el Banco Santander.
| Mes  | Jugador del mes | Equipo                 | Ref.                                                |
| ---- | --------------- | ---------------------- | --------------------------------------------------- |
| Sep. | Uroš Đurđević   | Real Sporting de Gijón |                                                     |
| Oct. | Manolo Reina    | R. C. D. Mallorca      |                                                     |
| Nov. | Leo Ruiz        | U. D. Logroñés         |                                                     |
| Dic. | Raúl de Tomás   | R. C. D. Espanyol      |                                                     |
| Ene. | Umar Sadiq      | U. D. Almería          |                                                     |
| Feb. | Rubén Pardo     | C. D. Leganés          |                                                     |
| Mar. | Adrián Embarba  | R. C. D. Espanyol      |                                                     |
| Abr. | Javi Puado      | R. C. D. Espanyol      | Archivado el 2 de junio de 2021 en Wayback Machine. |
| May. | Abdón Prats     | R. C. D. Mallorca      |                                                     |

### Once Ideal de la temporada
La Liga de Fútbol Profesional determina, a final de temporada, a través de su programa Magazine LaLiga Smartbank, el once ideal de la temporada.
| POR        | DEF                                           | MED                                                  | DEL                                    |
| ---------- | --------------------------------------------- | ---------------------------------------------------- | -------------------------------------- |
| Ian Mackay | Enric Franquesa Javi Hernández Martin Valjent | Javi Puado Óscar Sielva Salva Sevilla Adrián Embarba | Uroš Đurđević Umar Sadiq Raúl de Tomás |

| Jugador         | Equipo                 |
| --------------- | ---------------------- |
| Ian Mackay      | C. E. Sabadell         |
| Enric Franquesa | Girona F. C.           |
| Javi Hernández  | C. D. Leganés          |
| Martin Valjent  | R. C. D. Mallorca      |
| Javi Puado      | R. C. D. Espanyol      |
| Óscar Sielva    | S. D. Ponferradina     |
| Salva Sevilla   | R. C. D. Mallorca      |
| Adrián Embarba  | R. C. D. Espanyol      |
| Uroš Đurđević   | Real Sporting de Gijón |
| Umar Sadiq      | U. D. Almería          |
| Raúl de Tomás   | R. C. D. Espanyol      |